# Chiến tranh La Mã – Ba Tư

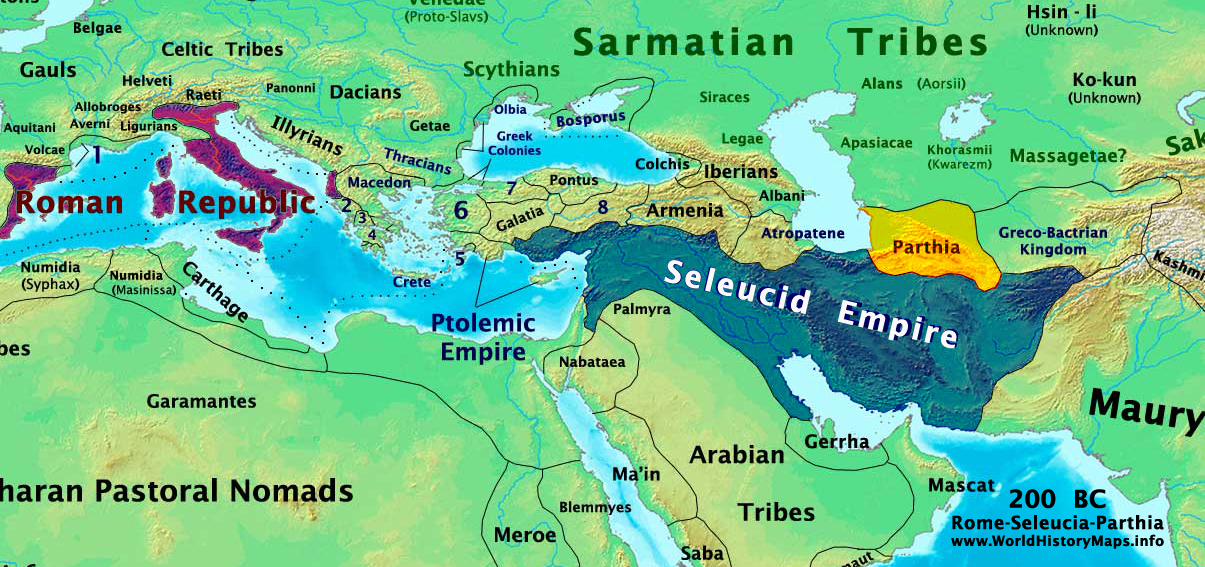
Bản đồ cho thấy Đế quốc La Mã (màu tím) và Parthia (màu vàng) cùng nhau chia sẻ Đế quốc Seleukos (màu xanh ở giữa) và qua đó giúp họ trở thành quốc gia mạnh nhất Tây Á

Chiến tranh La Mã – Ba Tư là một loạt các cuộc xung đột vũ trang giữa La Mã-Byzantine và hai Đế quốc Ba Tư kế tiếp nhau: Parthia và Sassanid. Các cuộc xung đột giữa Đế quốc Parthia và Cộng hòa La Mã khởi đầu từ năm 54 trước Công nguyên, còn chiến tranh bắt đầu vào cuối thời Cộng hòa và tiếp tục kéo sang đến thời kỳ Đế quốc La Mã và Sassanid. Cuộc chiến kết thúc khi cuộc chinh phạt của người Hồi giáo Ả Rập nổ ra chỉ vài năm sau khi hai nước giao tranh với nhau lần cuối và chính cuộc tấn công này mới khiến đế quốc Sassanid phải cáo chung và khiến cho Đông La Mã đánh mất phần lớn lãnh thổ của nó.
Mặc dù cuộc chiến giữa người La Mã và đế quốc Parthia và nhà Sassanid kéo dài trong bảy thế kỷ nhưng ranh giới giữa hai nước vẫn khá ổn định và không thay đổi nhiều. Tình trạng giằng co xảy ra sau đó: các thành thị, thành lũy và các tỉnh ở biên giới bị bao vây, chiếm giữ, phá huỷ và thay đổi chủ liên tục. Không bên nào có sức mạnh nhân lực – hậu cần để có thể duy trì các chiến dịch quân sự kéo dài xa khỏi biên giới và do đó, không phía nào dám hành quân sâu vào lãnh thổ đối phương và kéo dài biên giới quá mỏng. Cả hai bên đều đã tiến hành các cuộc tấn công ra ngoài biên giới của họ, nhưng sau thời gian, thế cân bằng ban đầu lại được phục hồi. Tình trạng bế tắc xảy ra trong thế kỷ thứ 2, ở đường biên giới chạy dọc theo phía Bắc sông Euphrates; đường mới chạy về phía đông, hoặc sau đó về phía đông bắc, vượt qua Lưỡng Hà đến phía Bắc sông Tigris. Cũng có một số thay đổi đáng kể ở biên giới phía bắc, trong vùng lãnh thổ của Armenia và dãy Kavkaz.
Chi phí khổng lồ cho cuộc chiến tranh La Mã-Ba Tư cuối cùng đã chứng tỏ rằng chúng chính là thảm họa cho cả hai đế quốc. Cuộc chiến tranh kéo dài và leo thang vào thế kỷ thứ 6 và 7 đã khiến hai nước suy kiệt và dễ bị tổn thương khi phải đối mặt với sự xuất hiện và trỗi dậy đột ngột của Khalifah Ả Rập, chính lực lượng này đã xua quân chinh phạt cả hai đế quốc chỉ một vài năm sau khi cuộc chiến tranh La Mã-Ba Tư kết thúc. Hưởng lợi từ tình trạng suy yếu của các đối thủ của mình, quân đội của người Hồi giáo Ả Rập nhanh chóng chinh phục toàn bộ Đế chế Sassanid và tước đi của Đế quốc Đông La Mã các vùng lãnh thổ ở Cận Đông, Caucasus, Ai Cập và phần còn lại của Bắc Phi. Trong những thế kỷ sau, hầu hết các vùng lãnh thổ của Đế quốc Đông La Mã đều rơi vào tay người Hồi giáo.

## Bối cảnh lịch sử
Theo James Howard-Johnston, "Từ thế kỷ thứ 3 TCN đến đầu thế kỷ thứ 7 CN, những đối thủ [ở phía Đông] là những chính thể lớn đầy tham vọng bá quyền, điều này đã giúp họ thiết lập và bảo đảm sự ổn định trong vùng lãnh thổ của mình". Người La Mã và Parthia đã chạm trán qua các cuộc chinh phục của họ vào các phần lãnh thổ của Đế quốc Seleuckos. Trong thế kỷ thứ 3 trước Công nguyên, người Parthia di cư từ thảo nguyên Trung Á tới miền Bắc Iran. Mặc dù phải chịu khuất phục trước các vua nhà Seleukos trong một thời gian, nhưng họ đã tách ra trong thế kỷ thứ 2 TCN và thành lập một vương quốc độc lập và vương quốc này liên tục mở rộng lãnh thổ bằng cái giá của những kẻ đã thống trị họ trước đây. Trong tiến trình từ thế kỷ 3 đến 1 TCN, người Parthia đã chinh phục Ba Tư, Lưỡng Hà và Armenia. Dưới sự cai trị của triều đại Arsaces, người Parthia dập tắt những nỗ lực nhằm tái chiếm lãnh thổ đã mất của người Seleukos và mở rộng quyền kiểm soát của họ bằng cách bổ nhiệm những thành viên trong hoàng tộc làm vua của các nước ở vùng Kavkaz, cụ thể là triều Arsaces của Armenia, triều Arsaces của Iberia và triều Arsaces của Albania. Trong khi đó người La Mã đánh đuổi vương quốc Seleukos ra khỏi lãnh thổ Anatolia của họ trong thế kỷ thứ 2 trước Công nguyên, sau khi đánh bại Antiochus III Đại đế tại các trận Thermopylae và Magnesia. Cuối cùng, trong năm 64 TCN, Pompey chinh phục Syria – vùng lãnh thổ còn lại của người Seleukos, tiêu diệt hoàn toàn vương quốc của họ và mở rộng biên giới phía đông của La Mã đến sông Euphrates, nơi giáp liền với lãnh thổ của người Parthia.

## Chiến tranh La Mã-Parthia

### Các cuộc chiến giữa nền Cộng hòa La Mã với đế quốc Parthia

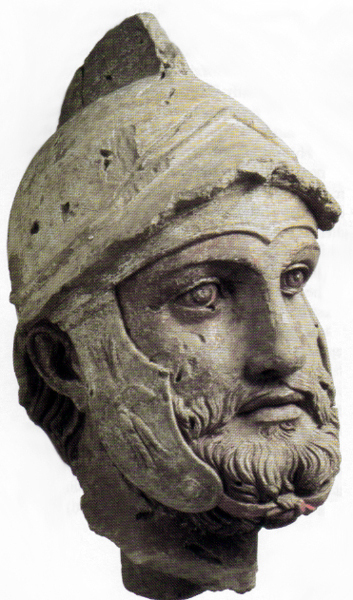
Một đầu chạm khắc (vỡ ra từ một bức tượng lớn hơn) của một người lính Parthia đội mũ phong cách Hy Lạp. Khai quật từ dinh thự và nghĩa địa hoàng gia Parthia ở Nisa, Turkmenistan, thế kỷ thứ 2 TCN

Người Parthia bắt đầu Tây tiến dưới thời vua Mithridates I và lại được tiếp tục dưới thời vua Mithridates II. Ông đã không thành công trong việc đàm phán về một liên minh La Mã-Parthia với Lucius Cornelius Sulla (kh. 105 TCN). Khi tướng La Mã Lucullus xâm chiếm miền Nam Armenia và chỉ huy một cuộc tấn công chống lại Tigranes năm 69 TCN, ông đã có thư từ qua lại với nhà vua Phraates III để ngăn cản ông này can thiệp. Mặc dù người Parthia vẫn giữ thái độ trung lập, Lucullus đã lên kế hoạch để tấn công họ. Trong những năm 66-65 TCN, Pompey đã đạt được thỏa thuận với vua Phraates và người La Mã liên quân với Parthia để cùng xâm lược xứ Armenia. Tuy nhiên, tranh chấp về đường ranh giới ở Euphrates đã phát sinh ngay sau đó. Cuối cùng vua Phraates đã khẳng định quyền kiểm soát vùng Lưỡng Hà của mình, ngoại trừ các quận ở phía tây của Osroene, vùng đất vốn đã lệ thuộc La Mã.
Vào năm 53 TCN, Tướng La Mã Marcus Licinius Crassus đã tiến hành một cuộc xâm lược vào vùng Lưỡng Hà nhưng điều này đã đem đến một kết quả thảm khốc, ông và con trai ông – Publius, đã vong mạng tại Trận Carrhae trước quân Parthia do tướng Surena chỉ huy. Đây là thất bại tồi tệ nhất của người La Mã kể từ sau Trận Cannae trước Hannibal. Người Parthia đột kích vào Syria ngay trong năm sau và huy động một cuộc tấn công lớn trong năm 51 TCN, nhưng quân đội của họ đã bị người La Mã chặn lại và đẩy lui trong một cuộc phục kích ở gần Antigonea.
Người Parthia chủ yếu vẫn giữ sự trung lập trong cuộc nội chiến của Caesar, cuộc chiến giữa những lực lượng ủng hộ Julius Caesar và các lực lượng ủng hộ Pompey và các phe phái truyền thống trong viện nguyên lão La Mã. Tuy nhiên, họ vẫn duy trì mối quan hệ với Pompey và sau khi Pompey thất bại và chết, một đội quân dưới sự chỉ huy của Pacorus I đến tương cứu tướng Caecilius Bassus phe Pompey, người đang bị bởi lực lượng của phe Caesar bao vây tại Thung lũng Apamea. Sau khi cuộc nội chiến kết thúc, Julius Caesar đã chuẩn bị một chiến dịch nhằm chống lại người Parthia, nhưng với việc ông bị ám sát đã ngăn chặn được cuộc chiến xảy ra. Người Parthia sau đó đã hỗ trợ cho Brutus và Cassius trong suốt cuộc nội chiến của những người Giải phóng diễn ra tiếp theo sau đó và đã phái một đội quân đến để chiến đấu cùng với họ tại trận Philippi năm 42 TCN. Sau thất bại của phe những người Giải phóng, người Parthia đã xâm chiếm lãnh thổ La Mã trong năm 40 trước Công nguyên cùng với một viên tướng La Mã Quintus Labienus – Một người ủng hộ Brutus và Cassius. Họ nhanh chóng tràn quân vào tỉnh Syria của La Mã và tiến vào Judaea, lật đổ nhà vua chư hầu của La Mã Hyrcanus II và đưa cháu trai của ông ta là Antigonus lên làm vua bù nhìn. Trong nháy mắt, toàn bộ phía Đông La Mã dường như đã mất hoặc sắp rơi vào tay người Parthia. Tuy nhiên, sự kết thúc của cuộc nội chiến La Mã lần thứ hai đã sớm khôi phục lại sức mạnh của La Mã ở châu Á. Marcus Antonius phái Ventidius tới đánh chặn Labienus – người đã xâm chiếm bán đảo Tiểu Á. Ngay lập tức Labienus bị đẩy lui trở lại Syria bởi quân La Mã và mặc dù đã được tiếp viện bởi người Parthia, Labienus vẫn bị đánh bại, bị bắt làm tù binh và bị hành quyết sau đó. Sau khi phải chịu thêm một thất bại ở gần Hẽm Syria, người Parthia rút khỏi Syria. Họ quay trở lại trong năm 38 TCN nhưng đã bị đánh bại bởi Ventidius và Pacorus tử trận. Ở vương quốc Judaea, vua Antigonus đã bị Herod lật đổ với sự giúp đỡ của La Mã trong năm 37 TCN. Sau khi người La Mã phục hồi lại quyền kiểm soát đối với Syria và Judaea, Marcus Antonius địch thân dẫn 15 vạn quân tiến vào Atropatene (Azerbaijan ngày nay). Tuy nhiên, vũ khí công thành và quân hộ tống của ông ta đã bị cô lập và bị tiêu diệt trong khi người Armenia đồng minh của ông thì bỏ chạy. Thất bại trong việc chiếm các cứ điểm của người Parthia, người La Mã bắt buộc phải rút lui với tổn thất nặng nề. Antonius lại một lần nữa quay lại Armenia vào năm 33 TCN để cùng với vua Media chống lại Octavianus và người Parthia. Những mối bận tâm khác buộc ông ta phải rút lui và toàn bộ khu vực này rơi vào kiểm soát của người Parthia.

### Cuộc chiến của Đế quốc La Mã với người Parthia

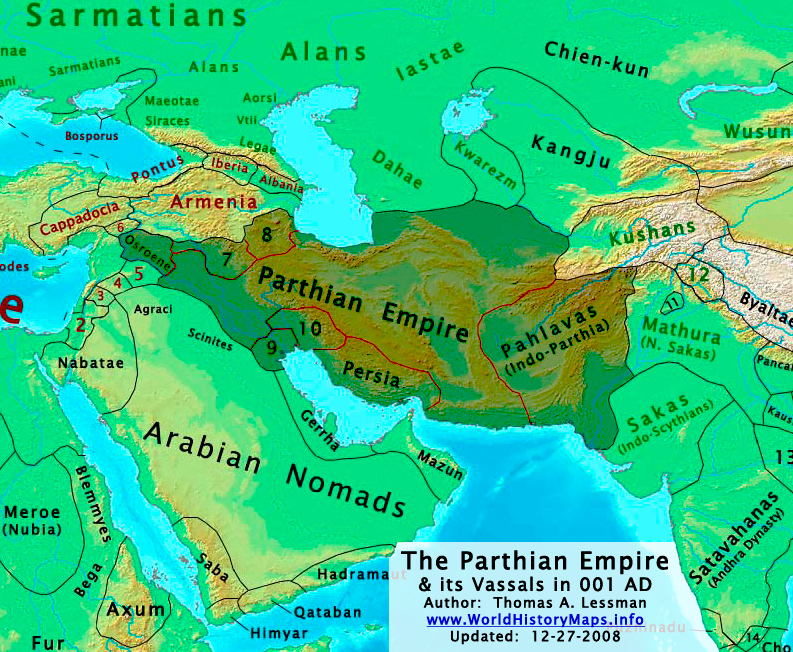
Bản đồ Parthia, các tiểu vương quốc của nó và các lân bang vào năm 1

Những căng thẳng giữa hai cường quốc đe dọa nổ ra một cuộc chiến tranh mới, Octavianus và vua Phraataces V cùng họp mặt để ký hoà ước trong thế kỷ 1 CN. Theo thỏa thuận, người Parthia phải rút quân ra khỏi Armenia và công nhận quyền bảo hộ de facto của người La Mã ở đó. Tuy nhiên, người La Mã và người Ba Tư liên tục cạnh tranh quyền kiểm soát và ảnh hưởng với nhau tại Armenia vài thập kỷ sau đó. Quyết định đặt con trai của mình lên ngôi vua Armenia đang bị bỏ trống của vua Parthia Artabanus II đã gây ra một cuộc chiến với La Mã trong năm 36 CN, cuộc chiến chỉ kết thúc khi Artabanus tuyên bố từ bỏ ảnh hưởng của người Parthia đối với Armenia. Chiến tranh lại tiếp tục nổ ra trong năm 58 CN, sau khi vua Parthia Vologases I ra sức ép để đặt người em trai là Tiridates lên ngai vàng Armenia. Quân La Mã đã lật đổ Tiridates và thay thế ông ta bằng một hoàng tử người Cappadocia và tạo ra một cuộc chiến bất phân thắng bại. Cuộc chiến này chỉ kết thúc trong năm 63 TCN sau khi người La Mã đã đồng ý cho phép Tiridates và con cháu của ông ta cai trị Armenia với điều kiện họ phải chấp nhận đế quyền của hoàng đế La Mã.
Một loạt các cuộc chiến mới nổ ra vào thế kỷ thứ 2. Trong các cuộc chiến đó, người La Mã luôn giữ thế thượng phong trước với người Parthia. Hoàng đế Traianus chinh phạt Armenia và Lưỡng Hà trong thời gian từ năm 114 và 115 và sáp nhập chúng như là các tỉnh của La Mã. Ông chiếm Ctesiphon – kinh đô của người Parthia, trước khi dong thuyền đến Vịnh Ba Tư. Tuy nhiên, các cuộc khởi nghĩa nổ ra ở những lãnh thổ Parthia bị chiếm đóng vào năm 115 CN, trong khi một cuộc khởi nghĩa lớn của người Do Thái đã nổ ra trong lãnh thổ La Mã đã kéo căng nguồn lực quân sự của La Mã. Quân đội Parthia còn tấn công các vị trí quan trọng của người La Mã và các đơn vị La Mã đồn trú tại Seleucia, Nisibis và Edessa đều bị cư dân địa phương đuổi đánh. Traianus đem quân thảo phạt phiến quân ở Lưỡng Hà, đưa hoàng tử Parthamaspates lên làm vua chư hầu rồi rút quân và quay trở lại Syria. Traianus qua đời vào năm 117, trước khi ông có thể tổ chức và củng cố lại các tỉnh Parthia nằm dưới quyền kiểm soát của La Mã.
Cuộc chiến Parthia của Traianus bắt đầu một "sự thay đổi trong trọng tâm" chiến lược lớn của đế chế La Mã. Tuy nhiên ngay sau khi lên nối ngôi Hoàng đế, Hadrianus đã cho trao trả lại vùng Lưỡng Hà cho người Parthia, vì ông cho rằng, việc tái thiết lập Euphrates làm ranh giới là vì lợi ích của La Mã. Hadrianus cho trở lại hiện trạng status quo ante bellum và trao trả các vùng lãnh thổ ở Armenia, Lưỡng Hà và Adiabene cho những nhà cai trị cùng với các vị vua chư hầu ban đầu của nó.
Chiến tranh Armenia lại nổ ra vào năm 161, khi vua Vologases IV đánh bại người La Mã ở đó rồi xua quân chiếm Edessa và tàn phá Syria. Năm 163, người La Mã dưới sự chỉ huy của Statius Priscus đã phản công và đánh bại người Parthia ở Armenia và đưa một ứng cử viên mà họ ủng hộ lên ngai vàng của Armenia. Năm sau, Avidius Cassius xâm chiếm Lưỡng Hà, ông ta dành đại thắng ở Dura-Europos cùng Seleucia và cướp phá thành phố Ctesiphon vào năm 165. Một dịch bệnh, có thể là bệnh đậu mùa, đã tràn vào Parthia vào thời điểm đó, và lây lan sang cả quân đội La Mã và buộc họ phải rút quân về nước; đây là nguồn gốc của đại dịch Antonine mà nó vẫn tiếp diễn trong một thế hệ tiếp theo trên khắp đế quốc La Mã. Trong những năm 195-197, Hoàng Đế Septimius Severus phát động một cuộc tấn công dẫn đến việc tái chiếm các vùng đất của La Mã ở miền bắc Lưỡng Hà tới tận các khu vực xung quanh Nisibis, Singara và cướp phá thành phố Ctesiphon lần thứ 2. Một cuộc chiến cuối cùng chống lại người Parthia đã được Hoàng đế Caracalla phát động. Ông ta đã chiếm đóng thành phố Arbela trong năm 216. Sau khi ông này bị ám sát, vị Hoàng Đế tiếp theo, Macrinus, đã bị đánh bại bởi người Parthia ở gần Nisibis. Để đổi lấy một nền hòa bình, ông này phải chịu trách nhiệm bồi thường chiến phí cho những thiệt hại mà Hoàng Đế Caracalla gây ra.

## Xung đột La Mã-Sassanid

### Những xung đột thời kỳ đầu

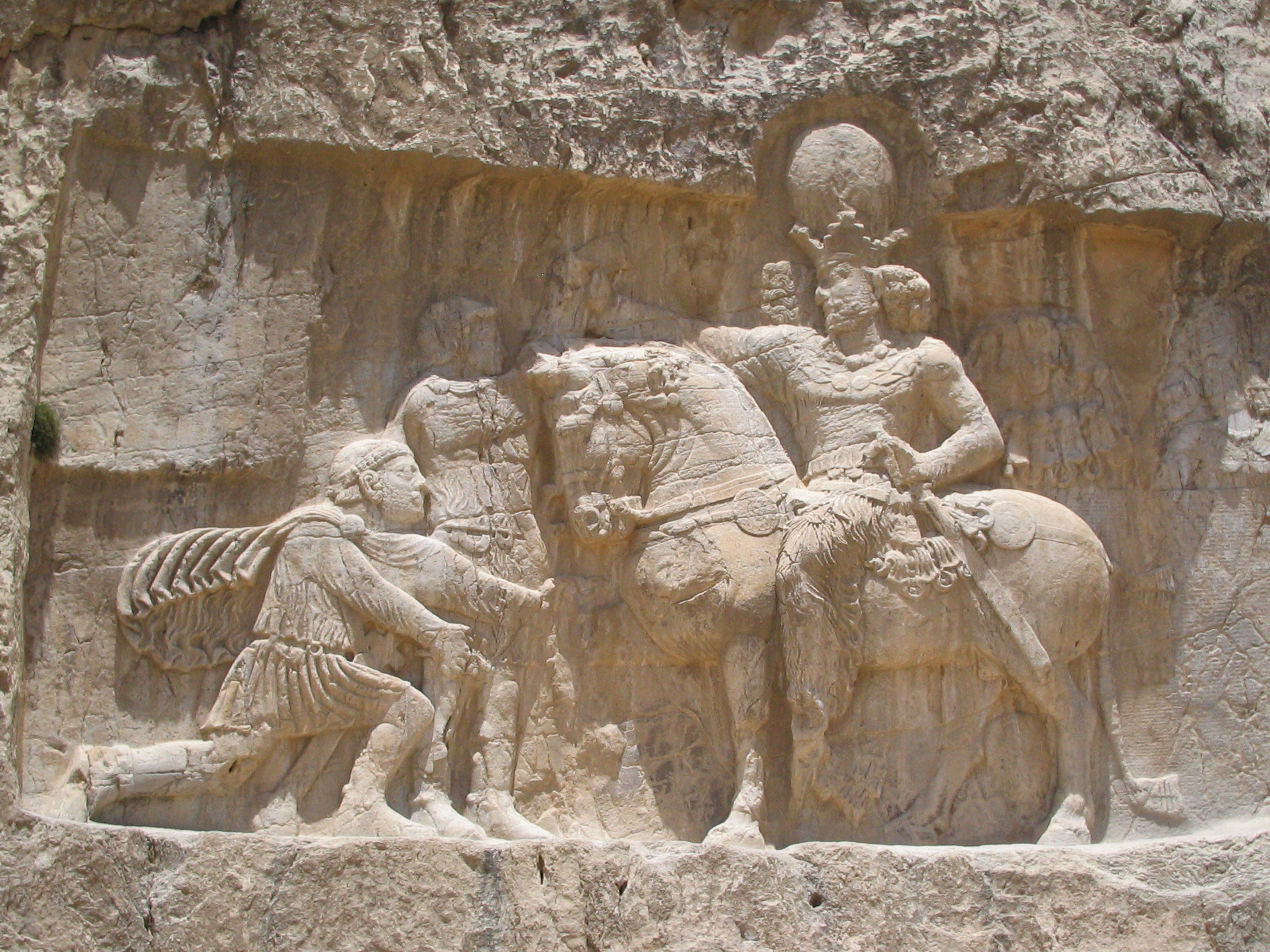
Cảnh mô tả vua Shapur I (đang ngự trên ngựa) bắt hoàng đế Valerianus (đang quỳ) và Philippus người Ả Rập (đang đứng)

Chiến tranh tiếp tục tiếp diễn nhà Parthia diệt vong và hoàng đế Ardashir I khai lập nên đế quốc Sassanid. Ardashir tiến hành nhiều cuộc tấn công vào Lưỡng Hà và Syria trong năm 230 và yêu cầu người La Mã phải giao trả lại tất cả các lãnh thổ cũ của Đế quốc Achaemenes. Sau nhiều đàm phán thất bại, hoàng Đế Alexander Severus dẫn quân đánh Ardashir trong năm 232 và cuối cùng đã đẩy lui ông ta. Trong năm 238-240, trong những năm cuối đời, Ardashir khởi binh đánh La Mã một lần nữa và chiếm được một số thành phố ở Syria và Lưỡng Hà, bao gồm cả Carrhae và Nisibis.
Cuộc chiến được tiếp diễn với mực độ ngày càng dữ dội dưới triều hoàng đế Shapur I, con trai của Ardashir. Tuy nhiên, đại quân xâm lược Lưỡng Hà của ông ta bị đánh bại trong một trận chiến gần Resaena trong năm 243 và người La Mã lấy lại được Carrhae và Nisibis. Được kích thích bằng những chiến thắng này, Hoàng đế La Mã Gordianus III đích thân khởi binh đông chinh, ông tiến quân dọc bờ sông Euphrates nhưng đã bị đẩy lui ở gần Ctesiphon trong trận Misiche trong năm 244. Sau đó, Gordianus bị giết và vị hoàng đế kế nhiệm của ông là Philippus người Ả Rập buộc phải xin cầu hoà. Nhận thấy La Mã bị suy yếu bởi những cuộc tấn công của các bộ lạc người Giéc-manh và được cai trị bởi một loạt hoàng đế chỉ trong thời gian một vài năm, Shapur I lại phát động một cuộc chiến chống lại người La Mã. Trong những năm đầu của Thập niên 250, hoàng đế đã tham gia vào một cuộc chiến tranh để tranh giành sự kiểm soát vùng Armenia. Ông xâm lược và sát hại vua Armenia và đánh bại người La Mã tại Trận Barbalissos và cướp phá thành Antioch. Giữa những năm 258 và 260, Shapur đã bắt sống Hoàng đế Valerianus I của La Mã sau khi đánh bại quân đội của ông này tại trận Edessa và tiến sâu vào Tiểu Á. Tuy nhiên, quân đội nhà Sassanid phải nhận lấy thất bại trước lực lượng La Mã ở đó và các cuộc tấn công từ vua Odaenathus của Palmyra vào hậu phương buộc người Ba Tư phải rút khỏi lãnh thổ La Mã.

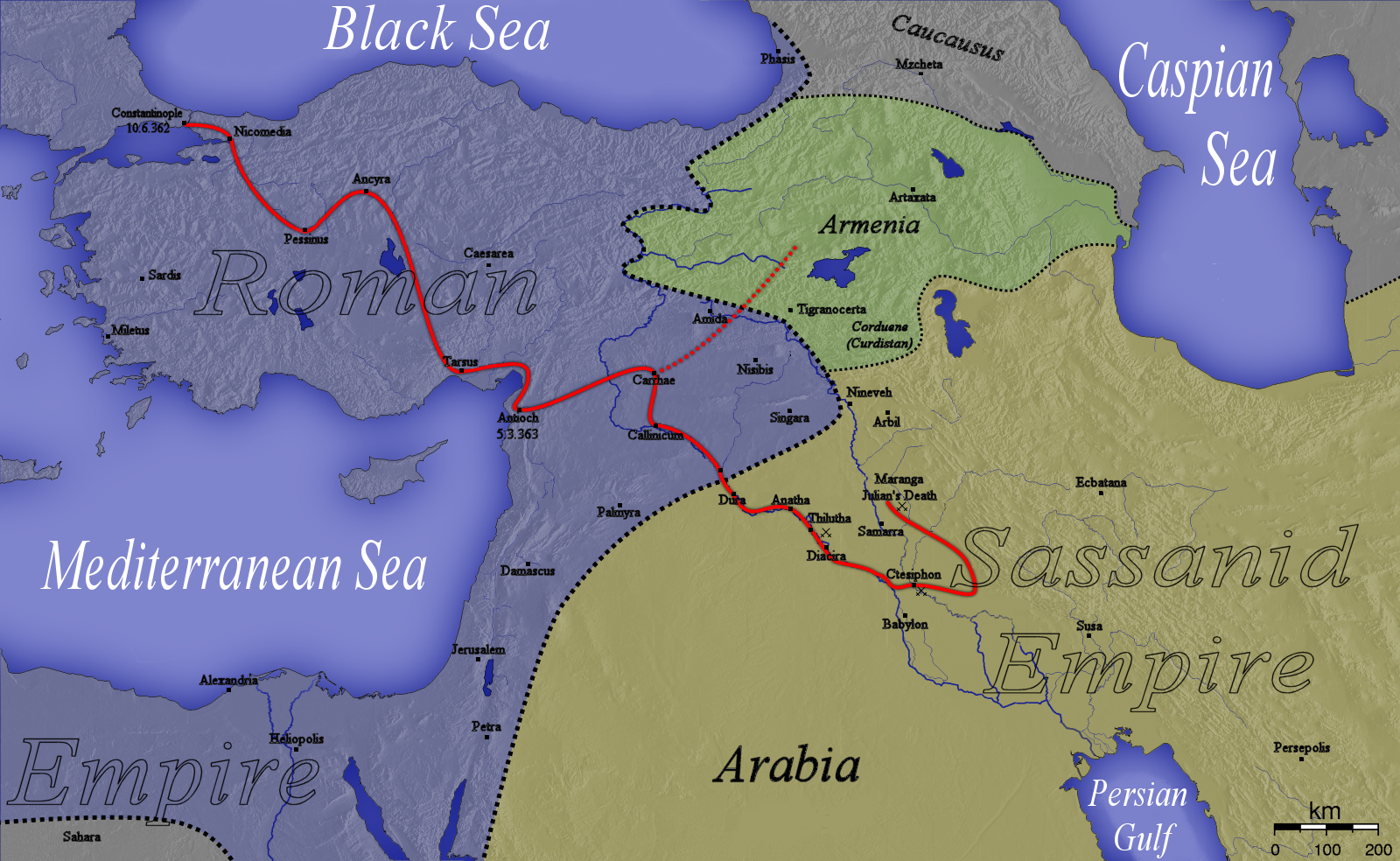
Chiến dịch bất thành của Julianus trong năm 363 khiến La Mã mất hết những lãnh thổ lấy được sau hiệp ước hòa bình năm 299.

Hoàng đế Carus tiến hành một cuộc xâm lược thành công vào Ba Tư trong năm 283, và chiếm thành phố Ctesiphon, lúc đó vốn là thủ đô của vương quốc Sassanid, đây là lần thứ 3 thành phố này bị chiếm. Người La Mã có lẽ đã mở rộng cuộc chinh phục của mình nếu Carus đã không qua đời trong tháng 12 năm đó.
Sau khoảng thời gian hòa bình ngắn ngủi ở đầu triều đại của Hoàng Đế Diocletianus, người Ba Tư lại phát động chiến sự khi họ xâm chiếm Armenia và đánh bại người La Mã ở trận Carrhae trong năm 296 hoặc 297. Tuy nhiên, tướng Galerius lại nghiền nát quân Ba Tư trong Trận Satala năm 298 và chiếm giữ được kho bạc và Hậu cung, nơi ở các bà vợ của nhà vua. Đây là một điều xỉ nhục với quốc vương Ba Tư. Kết quả thắng lợi giúp người La Mã giành quyền kiểm soát vùng đất giữa Tigris và vùng Thượng Zab. Đây là chiến thắng quyết định nhất của người La Mã trong nhiều thập kỷ. Tất cả các vùng lãnh thổ đã từng bị mất, tất cả các vùng đất gây tranh chấp và quyền kiểm soát Armenia đều quay về trong tay người La Mã.
Hòa bình lại kéo dài từ năm 299 cho đến giữa những năm 330 khi Shapur II bắt đầu một loạt các cuộc tấn công chống lại người La Mã. Mặc dù thu được một chuỗi thắng lợi, nhưng chiến dịch của ông đạt được rất ít kết quả lâu dài: ba cuộc bao vây của người Ba Tư vào Nisibis bị đẩy lùi, và mặc dù Shapur thành công trong việc chiếm các thành trì như Amida và Singara, nhưng cả hai thành phố đã nhanh chóng bị tái chiếm bởi người La Mã. Sau một thời gian tạm lắng trong những năm 350 sau khi Shapur không còn bận tay chống trả các cuộc tấn công của người du mục ở vùng biên giới phía bắc của Ba Tư, ông ta đã phát động một chiến dịch mới trong năm 359 và lại một lần nữa chiếm đóng Amida. Sự kiện này đã kích hoạt một cuộc tấn công lớn do Hoàng đế La Mã Julianus chỉ huy vào năm 363, Đoàn quân tiến xuống phía Euphrates để chiếm thành phố Ctesiphon. Hoàng đế Julianus giành chiến thắng trong trận Ctesiphon nhưng không thể chiếm được thủ đô của Ba Tư và phải rút lui dọc theo sông Tigris. Bị vây khốn bởi người Ba Tư, Hoàng đế Julianus đã bị giết trong một cuộc đụng độ. Với việc quân đội La Mã bị mắc kẹt trên bờ phía đông của sông Euphrates, Hoàng đế Jovianus – người thừa kế của Julianus đã chấp nhận lời cầu hoà, đồng ý với những nhượng bộ lớn để đổi lấy sự rút quân La Mã an toàn ra khỏi lãnh thổ của người Sassanid. Người La Mã lại mất các vùng đất sở hữu cũ của họ ở phía đông của sông Tigris, cũng như các thành phố như Nisibis và Singara, và Shapur đã sớm tái chiếm Armenia. Trong năm 384 hoặc 387, một hiệp ước hòa bình được ký kết giữa Shapur III và Theodosius I, hiệp ước này chia Armenia thành hai nước. Vào lúc này, các vùng lãnh thổ phía bắc của Đế chế La Mã bị các bộ tộc người Giéc-manh, Alani và Hung xâm lược, trong khi biên giới phía Bắc của Ba Tư cũng bị đe dọa bởi một số tộc Hung lúc ban đâu và về sau là bởi người Hung trắng. Bởi vì cả hai nước đều phải bận rôn để chống trả những mối đe dọa của riêng mình, nên giữa hai nước có một khoảng thời gian hòa bình kéo dài và chỉ bị gián đoạn bởi hai cuộc chiến tranh ngắn, lần thứ nhất trong những năm 421-422 và lần thứ hai trong năm 440.

## Chiến tranh Đông La Mã-Ba Tư

### Cuộc chiến của Anastasius

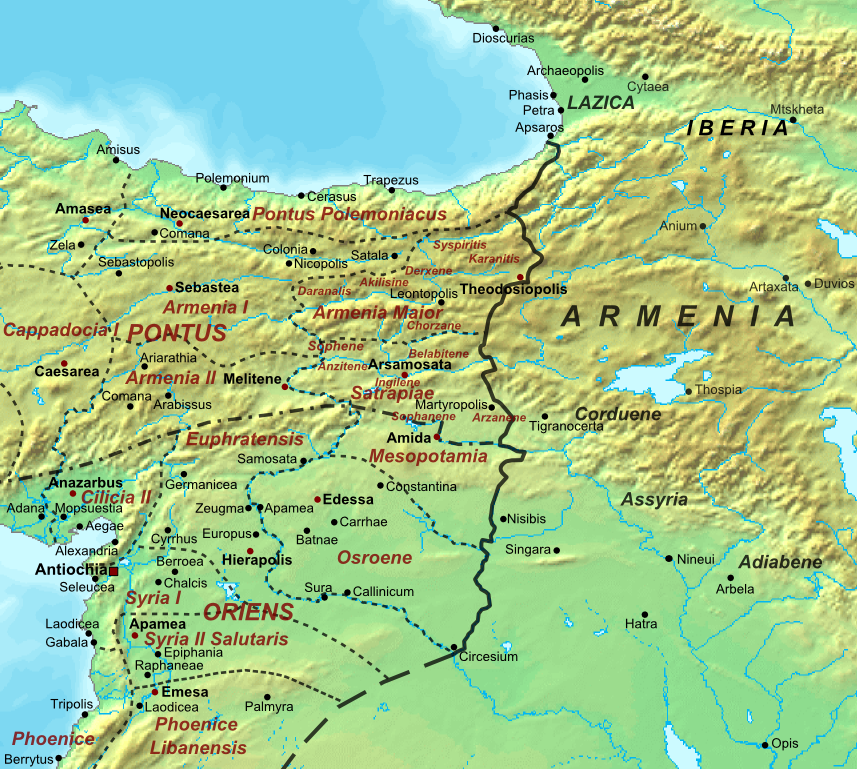
Bản đồ mô tả biên giới La Mã-Ba Tư sau khi phân chia Armenia năm 384. Biên giới vẫn ổn định trong suốt thế kỷ thứ 5.

Cuộc chiến nổ ra khi vua Ba Tư Kavadh I cố gắng giành được hỗ trợ bằng tài chính từ Hoàng đế Đông La Mã là Anastasius I bằng vũ lực. Năm 502, ông đã nhanh chóng chiếm được thành phố vốn chưa sẵn sàng chuẩn bị cho chiến đấu Theodosiopolis và bao vây thành Amida. Cuộc bao vây pháo đài đã chứng minh là khó hơn rất nhiều so với Kavadh nghĩ, quân thủ thành đã có thể cầm cự được ba tháng ba tháng trước khi họ bị đánh tan. Năm 503, người La Mã cũng đã cố gắng tiến hành một cuộc bao vây cuối cùng không thành công vào Amida lúc này do người Ba Tư đánh bại. Trong khi đó, Kavadh xua quân đánh Osroene và bao vây Edessa nhưng cũng chỉ thu được kết quả tương tự. Cuối cùng, 504, người La Mã đã chiếm được ưu thế qua việc tái bao vây Amida, khiến thành phố thất thủ. Năm đó một hiệp ước đình chiến được ký do kết quả từ một cuộc xâm lược của người Hung từ Kavkaz vào Armenia. Mặc dù cả hai Đế chế đã ngồi vào bàn đàm phán, phải đến tháng 11 năm 506, hiệp ước này mới được ký kết. Năm 505, Hoàng đế Anastasius hạ lệnh thi công một pháo đài lớn ở Dara. Đồng thời, các công sự đổ nát cũng phải được nâng cấp tại các thành phố Edessa, Batnae và Amida. Mặc dù không có những cuộc xung đột với quy mô lớn hơn nữa trong suốt triều đại Anastasius, căng thẳng giữa hai vẫn tiếp diễn, đặc biệt là khi công việc xây dựng được tiến hành tại Dara. Sự căng thẳng này bùng phát là bởi vì việc xây dựng các công sự mới tại khu vực biên giới đã bị cấm bởi một hiệp ước được ký kết ở vài thập kỷ trước đó. Hoàng đế Anastasius theo đuổi các kế hoạch của mình bất chấp sự phản đối của người Ba Tư. Những toà thành được xây dựng xong trong những năm 507-508.

### Chiến tranh Iberia

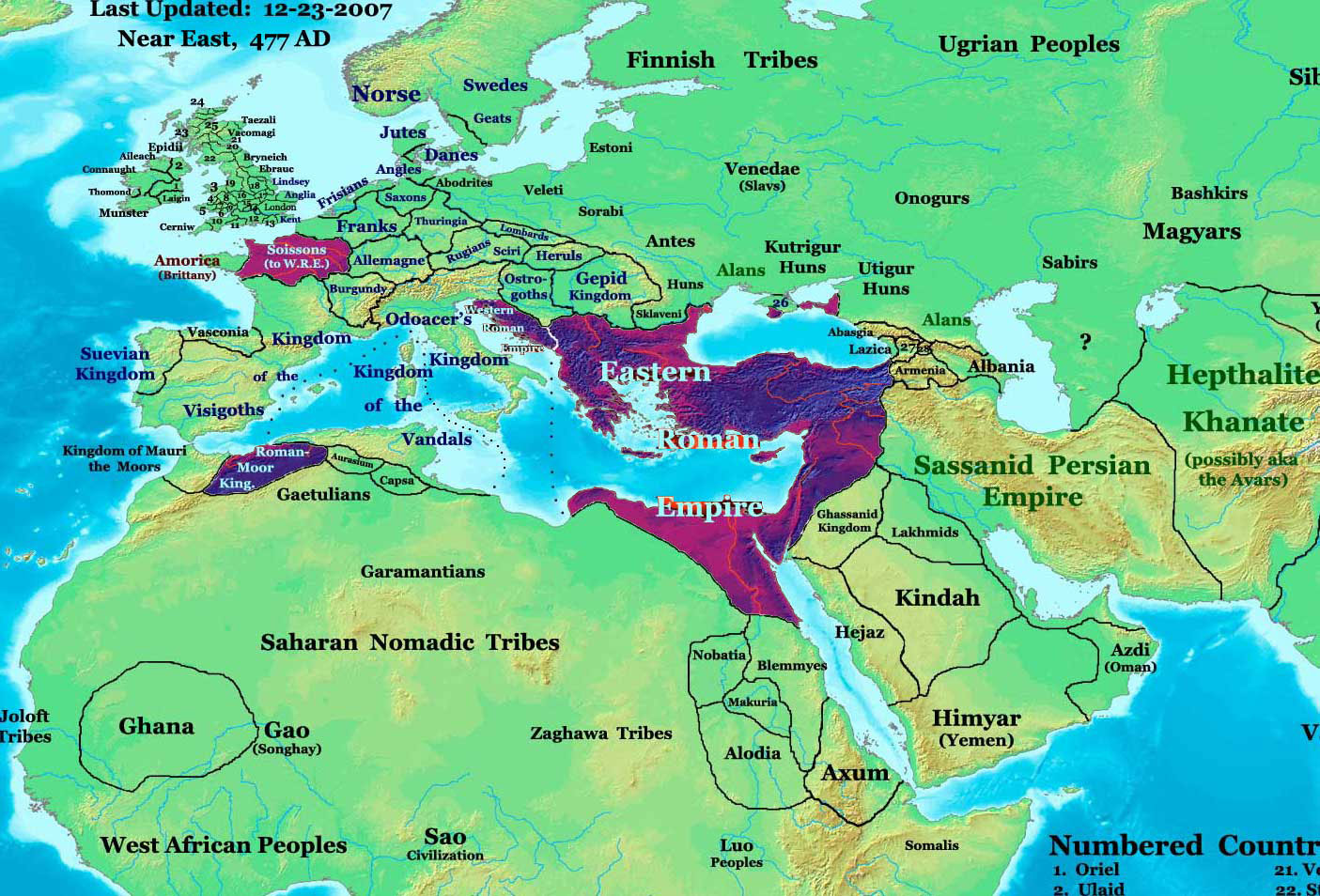
Đế quốc La Mã và Ba Tư năm 477, cũng như các nước láng giềng của họ, nhiều trong số đó bị kéo vào cuộc chiến tranh giữa các cường quốc

Trong 524-525, Kavadh xin cầu hoà với Justin I thông qua con trai ông ta là Khosrau nhưng các cuộc đàm phán đã sớm bị phá vỡ. Căng thẳng giữa hai cường quốc đã biến thành các chiến tranh khi những người Iberia ở vùng Kavkaz dưới sự chỉ huy của Gourgen đào tẩu đến La Mã vào năm 524-525. Những cuộc chiến công khai giữa La Mã-Ba Tư đã nổ ra trong khu vực Nam Kavkaz và thượng Mesopotamia vào các năm 526-527. Những năm đầu của cuộc chiến, người Ba Tư chiếm ưu thế bởi vào năm 527, các cuộc nổi dậy ở Iberia bị nghiền nát, một cuộc tấn công vào các thành phố Nisibis và Thebetha của người La Mã trong năm đó cũng đã không thành công và những nỗ lực để cứu viện Thannuris và Melabasa bị ngăn cản bởi các cuộc tấn công từ Ba Tư. Tân hoàng đế của La Mã Justinianus I tiến hành tổ chức lại quân đội Đông La Mã nhằm cố gắng để khắc phục các sai lầm đã lộ ra sau những thành công của người Ba Tư.

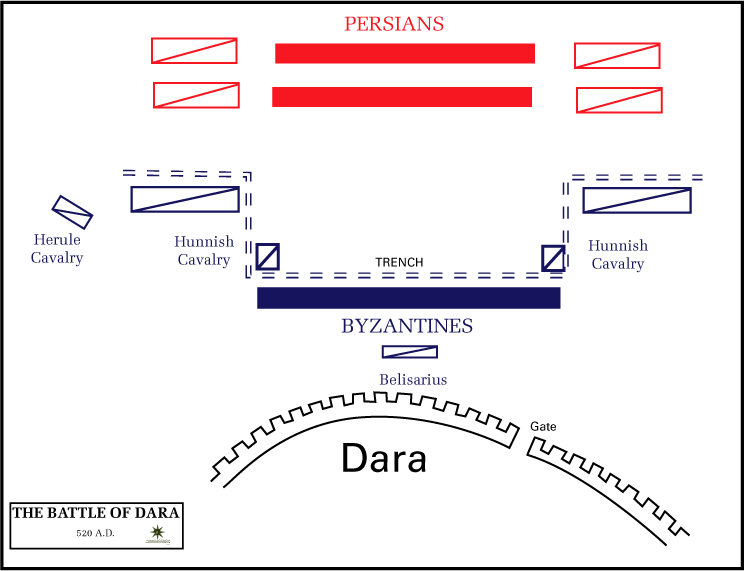
Sơ đồ trận Dara

Vào năm 530, một cuộc tấn công lớn của người Ba Tư ở vùng Lưỡng Hà đã bị đánh bại bởi quân La Mã dưới sự chỉ huy của danh tướng Belisarius tại Dara, trong khi một đội quân Ba Tư thứ hai ở vùng Kavkaz đã bị đánh bại bởi Sittas tại Satala. Belisarius đã đánh bại quân Ba Tư và Lakhmid (người Hindu) tại trận Callinicum trong năm 531. Trong cùng năm người La Mã đã chiếm được một số pháo đài ở Armenia, trong khi người Ba Tư lại chiếm được hai pháo đài ở phía đông Lazica. Ngay sau thảm bại tại trận Callinicum, người Ba Tư đã có các cuộc đàm phán không thành công với người La Mã. Hai bên mở lại các cuộc đàm phán vào mùa xuân năm 532 và cuối cùng ký kết hiệp ước hòa bình vĩnh cửu trong tháng 9 năm 532, hòa ước này kéo dài được ít hơn tám năm. Cả hai cường quốc đều đồng ý trả lại tất cả các lãnh thổ bị chiếm đóng và người La Mã đồng ý trả một lần một khoản tiền 110 centenaria (£ 11.000 vàng). Vùng Iberia vẫn nằm trong tay người Ba Tư và những người Iberia tị nạn có sự lựa chọn là ở lại trong lãnh thổ La Mã hoặc trở về quê hương của họ.

### Justinianus đại chiến Khosrau I
| Đế quốc La Mã (Byzantine) Tái chiếm bởi Justinianus | Đế quốc Sassanid Chư hầu của Sassanid |

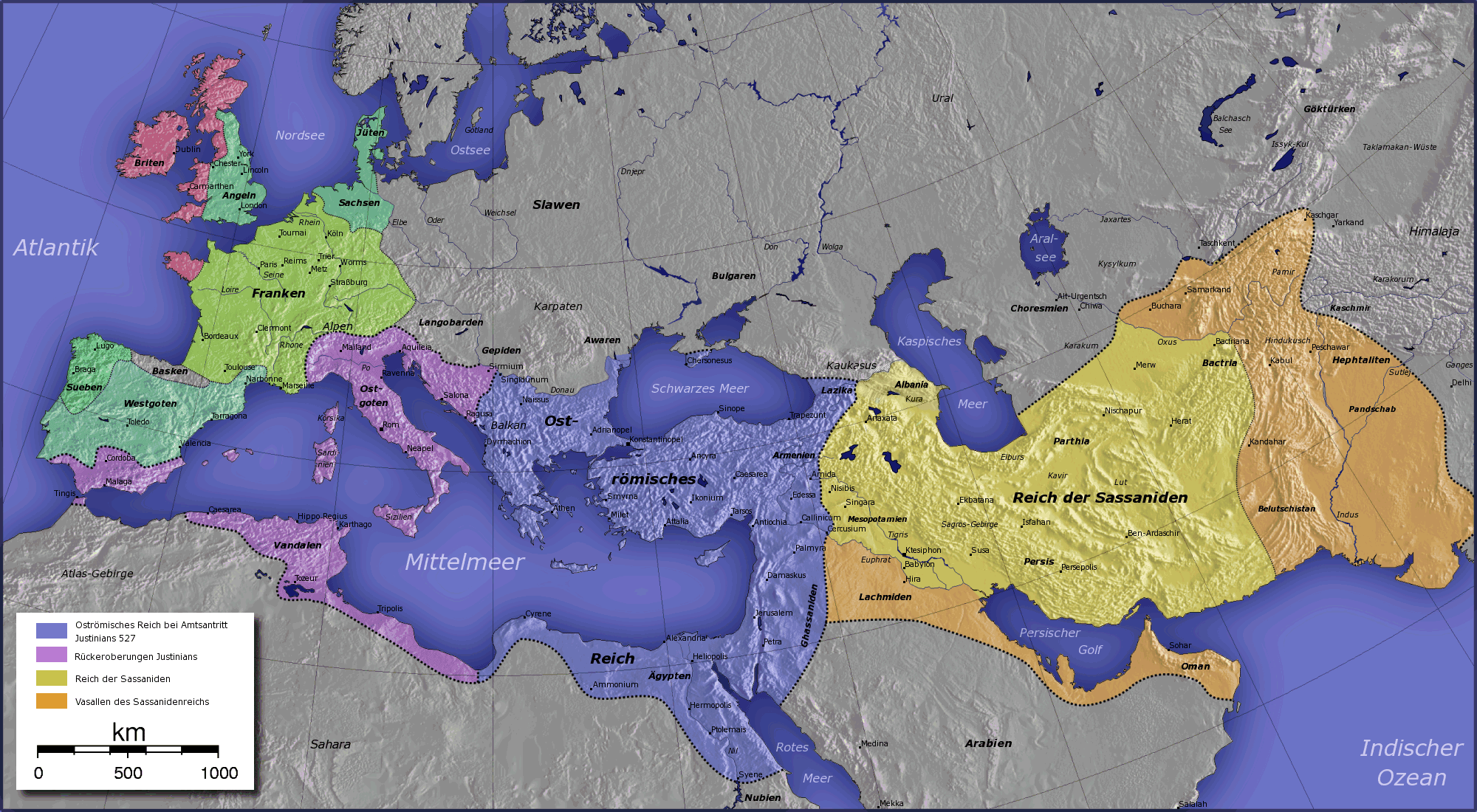
Đế quốc La Mã và Ba Tư dưới thời trị vì của Justinianus I

Người Ba Tư đã phá vỡ "Hiệp ước hòa bình vĩnh cửu" vào năm 540, có lẽ để trả lời cuộc tái chiếm lại lãnh thổ phía tây đã bị mất trước đây của người La Mã. Cuộc chiến này có thể diễn ra là nhờ sự chấm dứt của cuộc chiến ở phía Đông. Khosrau I xâm chiếm và tàn phá Syria, bắt các thành phố của Syria và Lưỡng Hà phải trả một số tiền lớn và cướp bóc có hệ thống các thành phố khác bao gồm cả Antiochia. Belisarius bị buộc phải chấm dứt các chiến dịch ở phía Tây để đối phó với các mối đe dọa từ người Ba Tư. Ông tiến hành một chiến dịch không thu được kết quả rõ ràng tại Nisibis năm 541. Vua Ba Tư, Khosrau cũng đem quân tiến vào Lưỡng Hà trong năm 542 khi ông này cố gắng chiếm Sergiopolis. Ông phải sớm rút lui khi đối mặt với quân đội của tướng Belisarius, nhưng vẫn cố tấn công thành phố Callinicum trên đường rút quân. Các cuộc tấn công vào một số thành phố của La Mã đã bị đẩy lùi và quân Ba Tư bị đánh bại tại Dara. Năm 543, người La Mã lại phát động một cuộc tấn công vào Dvin nhưng bị đánh bại bởi một đội quân Ba Tư nhỏ ở Anglon. Cuộc vây hãm Edessa của Khosrau ở năm 544 đã không thành công mặc dù ông ta thậm chí đã tìm cách mua chuộc quân thủ thành. Sau khi người Ba Tư rút về nước, người La Mã phái sứ giả đến xin cầu hoà ở Ctesiphon. Một thỏa thuận ngừng chiến 5 năm đã được ký kết vào năm 545, được bảo đảm bằng các khoản tiền cống nạp của người La Mã.

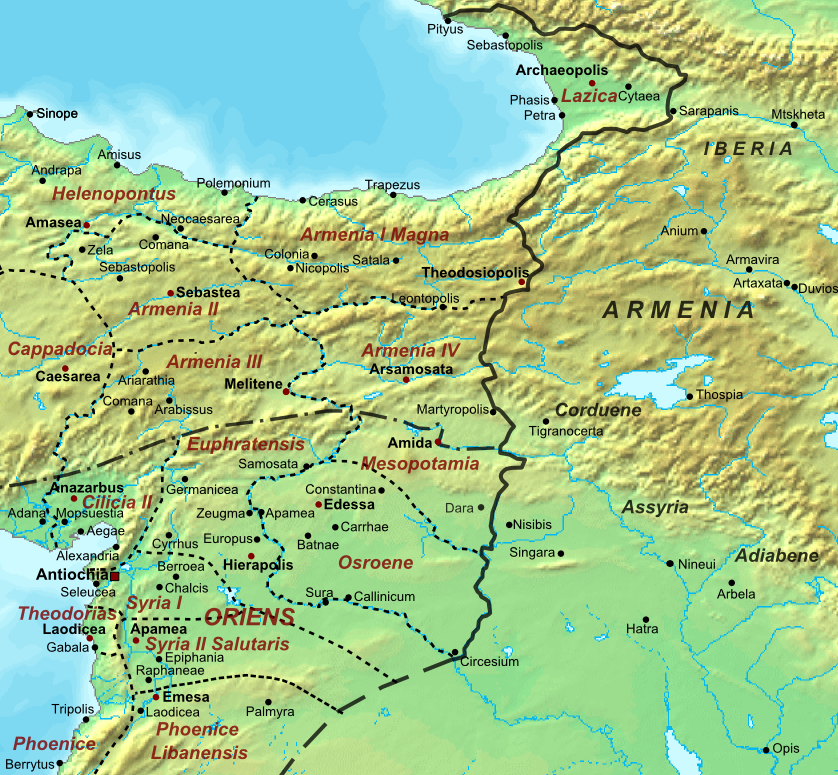
Biên giới La Mã-Ba Tư tại thời điểm Justinianus băng hà năm 565, cùng với Lazica thuộc trong tay Đông La Mã (Byzantine)

Đầu năm 548, trước sự áp bức của người Ba Tư, vua Gubazes của Lazica đã kêu gọi Hoàng đế Justinianus khôi phục lại quyền bảo hộ La Mã. Vị Hoàng đế liền nắm lấy cơ hội này và trong năm 548-549, liên quân La Mã và Lazica giành được một loạt thắng lợi trước quân đội của Ba Tư, mặc dù họ đã không thành công để tiêu diệt những đơn vị đồn trú chính tại Petra. Thành phố này cuối cùng cũng bị chinh phục vào năm 551, nhưng trong cùng năm đó một cuộc tấn công của người Ba Tư do tướng Mihr-Mihroe chỉ huy đã chiếm được miền đông Lazica. Thỏa thuận ngừng chiến đã được thiết lập vào năm 545 và ra hạn ngừng chiến thêm 5 năm nữa với điều kiện là người La Mã phải trả 2.000 cân vàng mỗi năm. Tại Lazica, cuộc chiến bất phân thắng bại kéo dài nhiều năm và không bên nào có thể chiếm được ưu thế một cách hoàn toàn. Khosrau, người giờ đây phải đối phó với Người Hung trắng, đã gia hạn ngưng chiến vào năm 557, và lần ngưng chiến này đã không còn loại trừ vùng Lazica; các cuộc đàm phán vẫn tiếp tục nhằm đạt được một hiệp ước hòa bình cuối cùng. Cuối cùng, vào năm 561, các phái viên của Justinianus và Khosrau đã nhất trí về một nền hòa bình 50 năm. Người Ba Tư đồng ý rút khỏi Lazica và nhận được khoản cống nộp là 30.000 nomismata (solidi) hàng năm. Cả hai bên cùng đồng ý không xây dựng thêm các công sự mới ở gần biên giới và giảm bớt các hạn chế về ngoại giao và thương mại.

### Chiến tranh vì Kavkaz
Chiến tranh nổ ra một lần nữa khi các vùng Armenia và Iberia nổi dậy chống lại sự thống trị của người Sassanid trong năm 571, sau khi cuộc đụng độ có liên quan đến La Mã và Ba Tư ở Yemen và sa mạc Syria, và việc La Mã đã đàm phán liên minh với người Đột Quyết để chống lại người Ba Tư. Justinus II đưa Armenia dưới sự bảo hộ của mình, trong khi quân đội La Mã dưới sự chỉ huy của Marcianus, cháu trai của Justinus, đánh Arzanene và tiến vào vùng Lưỡng Hà thuộc Ba Tư, nơi họ đánh bại các lực lượng địa phương. Việc Marcianus bất ngờ bị cách chức và sự xuất hiện của quân đội Ba Tư dưới sự thống lĩnh của vua Khosrau đã dẫn đến việc vùng Syria nặng nề. Thất bại của người La Mã trong cuộc bao vâyNisibis và thành phố Dara thất thủ. Với một khoản tiền cống nộp lên tới 45.000 solidi, một thỏa thuận ngừng chiến kéo dài một năm ở vùng Lưỡng Hà (cuối cùng kéo dài đến năm năm) đã được ký kết, nhưng cuộc chiến vẫn tiếp tục ở vùng Caucasus và trên vùng biên giới sa mạc. Năm 575, Khosrau I đã cố gắng kết hợp cuộc xâm lược ở Armenia vào cuộc thảo luận về một nền hòa bình vĩnh viễn. Ông đã tiến hành xâm lược vùng Anatolia và chiếm thành phố Sebasteia, nhưng sau một trận chiến ở gần Melitene, quân đội Ba Tư đã bị hứng chịu tổn thất nặng nề trong khi phải rút lui qua vùng Euphrates dưới những cuộc tấn công du kích của quân La Mã.

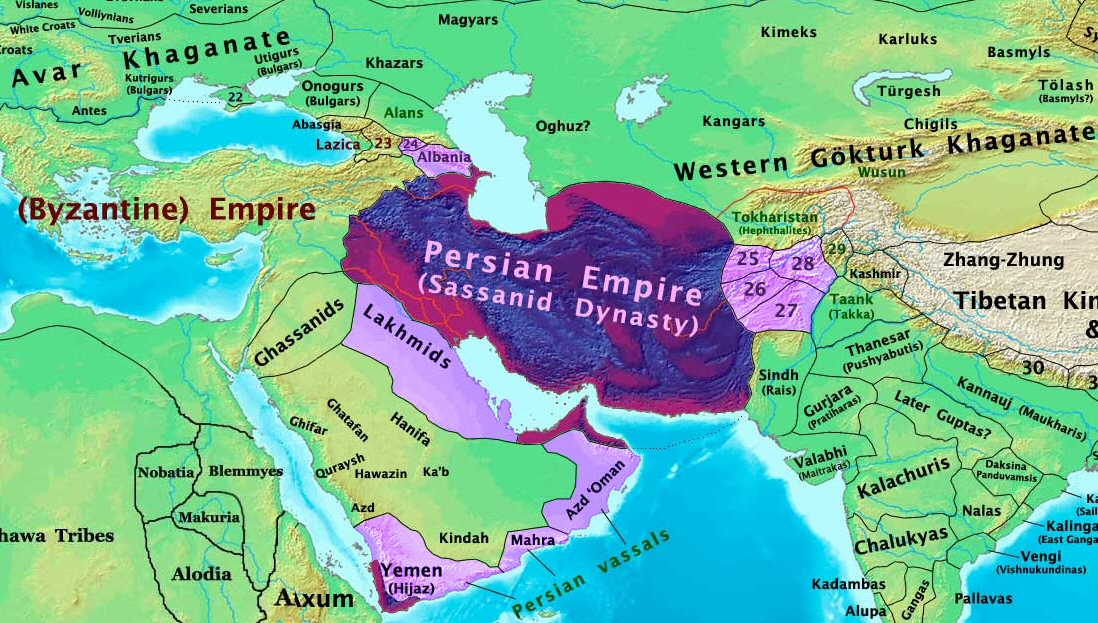
Đế quốc Sassanid và các nước láng giềng (tính cả đế quốc Đông La Mã) vào năm 600

Người La Mã khai thác tình trạng lộn xộn của ngươì Ba Tư, và tướng Justinianus xâm chiếm sâu vào lãnh thổ Ba Tư và tập kích vào thành phố Atropatene. Vua Khosrau tìm kiếm hòa bình, nhưng ý tưởng này bị loại bỏ sau khi Tamkhusro giành được một chiến thắng ở Armenia, nơi mà các chiến dịch của La Mã bị xa lánh bởi cư dân địa phương. Mùa xuân năm 578 cuộc chiến tranh ở Lưỡng Hà lại tiếp tục với các cuộc tấn công của người Ba Tư vào lãnh thổ của La Mã. Tướng La Mã, Mauricius trả đũa bằng cách đột kích vào vùng Lưỡng Hà của Ba Tư, chiếm thành lũy Aphumon và bao vây Singara. Khosrau lại một lần nữa phải mở các cuộc đàm phán hòa bình, nhưng ông qua đời vào đầu năm 579 và người kế nhiệm ông Hormizd IV lại muốn tiếp tục chiến tranh.

Biên giới La Mã-Ba Tư từ thế kỷ thứ 4 đến thế kỷ thứ 7

Trong 580, Hormizd IV cho bãi bỏ chế độ quân chủ ở Iberia Caucasus và biến Iberia thành một tỉnh Ba Tư được cai trị bởi một marzpan (thống đốc).Trong những năm 580, cuộc chiến vẫn tiếp tục bất phân thắng bại với chiến thắng ở cả hai phía. Năm 582, Mauricius thắng một trận chiến ở Constantia trước Adarmahan và Tamkhusro, những người đã bị giết chết trong trận đánh, nhưng vị tướng La Mã đã không khuếch trương chiến thắng của mình mà ông vội vã quay về Constantinopolis để theo đuổi tham vọng lên ngôi báu của mình. Cũng vậy một chiến thắng nữa của La Mã tại Solachon năm 586 đã không thành công trong việc phá vỡ bế tắc.
Người Ba Tư chiếm được Martyropolis nhờ có tay trong vào năm 589, nhưng năm đó lại là năm bế tắc bị phá vỡ khi viên tướng Ba Tư Bahram Chobin đã phát động một cuộc nổi loạn vì bị sa thải và làm nhục bởi vua Hormizd IV. Hormizd bị lật đổ trong một cuộc đảo chính cung đình vào năm 590 và được thay thế bởi con trai ông – Khosrau II, nhưng Bahram vẫn tiến quân và đánh bại Khosrau II, buộc ông này phải chạy trốn sang lãnh thổ La Mã, trong khi Bahram lên ngôi như là Bahram VI. Với sự hỗ trợ từ Mauricius, Khosrau đã tạo nên một cuộc chiến chống lại Bahram và trong 591 kết hợp của các lực lượng ủng hộ ông này với người La Mã đã phục hồi ngai vị cho Khosrau II. Để đổi lấy sự giúp đỡ của người La Mã, Khosrau không chỉ trả lại Dara và Martyropolis mà cũng đồng ý nhượng lại nửa phía tây của Iberia và hơn một nửa vùng Armenia dưới sự kiểm soát của Ba Tư cho người La Mã.

### Điểm cực đỉnh

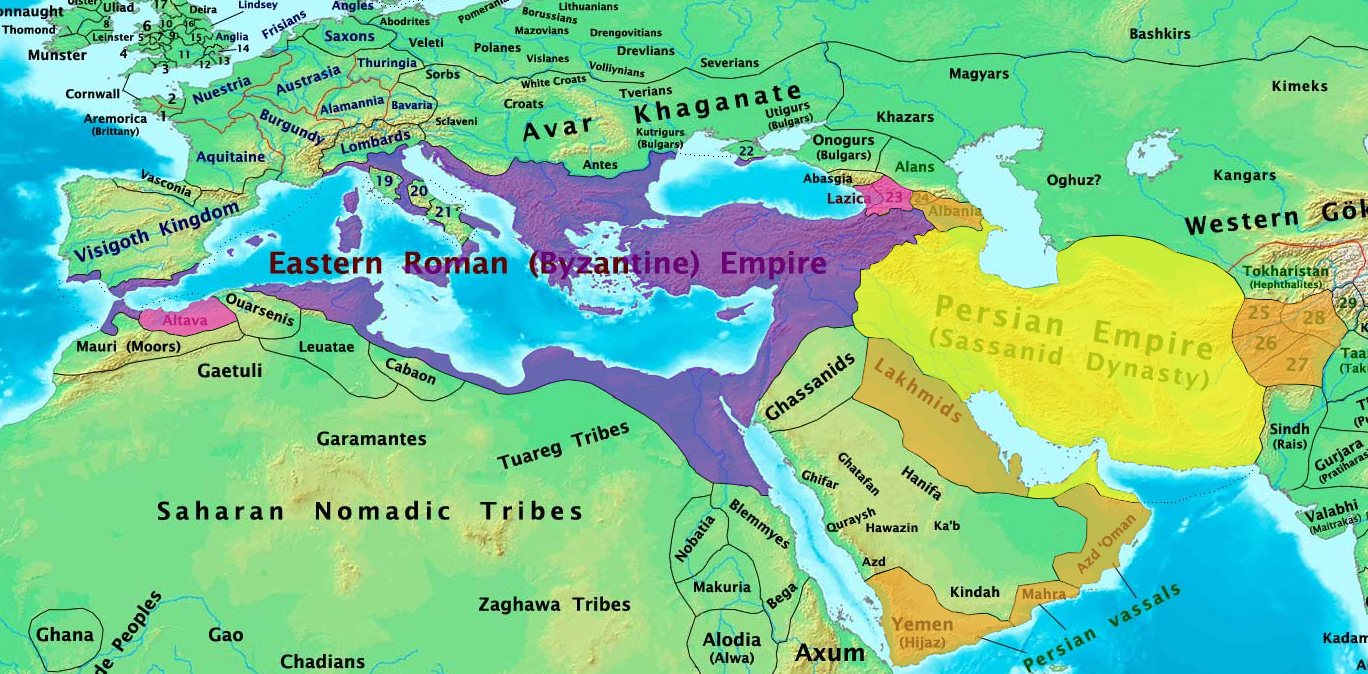
Đế quốc Byzantine và Sassanid năm 600

Năm 602 quân đội La Mã trong các chiến dịch tại vùng Balkan nằm dưới sự chỉ huy của Phocas, người đã soán ngôi thành công và sau đó giết chết Hoàng đế Mauricius cùng gia đình của ông ta. Khosrau II sử dụng cái chết của ân nhân của mình như là một cái cớ để gây chiến. Trong những năm đầu của cuộc chiến người Ba Tư giành được các thành công áp đảo chưa từng thấy. Họ đã được hỗ trợ bằng cách sử dụng hình ảnh của Khosrau như là con rể của Mauricius và cuộc nổi dậy chống lại tướng Narses của Phocas. Năm 603, Khosrau đánh bại và giết chết tướng La Mã Germanus ở vùng Lưỡng Hà và bao vây Dara. Thành phố Dara thất thủ sau 9 tháng bị bao vây. Trong những năm sau đó người Ba Tư dần dần vượt qua các thành phố pháo đài ở Lưỡng Hà bằng các cuộc vây hãm. Đồng thời họ đã giành một loạt chiến thắng tại Armenia trước sự thờ ơ của hệ thống các đơn vị đồn trú La Mã ở vùng Kavkaz.
Phocas bị lật đổ vào năm 610 bởi Heraclius, người đi thuyền đến Constantinopolis từ Carthage. Khoảng thời gian đó người Ba Tư đã hoàn thành cuộc chinh phục của họ ở vùng Lưỡng Hà và vùng Kavkaz và trong năm 611 họ đã tràn vào Syria và Tiểu Á, chiếm Caesarea. Trục xuất được người Ba Tư khỏi Tiểu Á năm 612, Heraclius lại tiếp tục phát động một cuộc tấn công lớn vào Syria trong năm 613. Ông lạị bị đánh bại bên ngoài Antiochia bởi Shahrbaraz và Shahin và các vị trí của La Mã lại sụp đổ. Trong thập kỷ sau người Ba Tư đã có thể chinh phục Palestine và Ai Cập và tàn phá Anatolia. Trong khi đó, người Avar và Slav đã lợi dụng tình hình này để tràn ngập vùng Balkan, đưa đế chế La Mã đến bờ vực của sự hủy diệt.

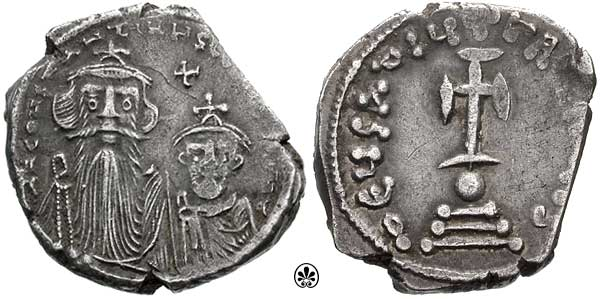
Một đồng bạc thời Hậu La Mã có dòng chữ Deus adiuta Romanis

Trong những năm này, Heraclius ra sức xây dựng lại quân đội của mình, cắt giảm những chi phí phi quân sự, in thêm tiền tìm kiếm sự tài trợ của Giáo hội cùng với sự ủng hộ của Thượng phụ Sergius, để tạo được các nguồn kinh phí cần thiết để tiếp tục chiến tranh. Năm 622, Heraclius rời thành phố Constantinopolis sau khi uỷ thác thành phố cho Sergius và tướng Bonus, người cũng là quan nhiếp chính của con trai ông ta. Ông tập hợp lực lượng của mình ở Tiểu Á và sau khi tiến hành hàng loạt các hoạt động để làm sống lại tinh thần của binh sĩ, ông đã phát động một cuộc tấn công mới mang tính chất của một cuộc thánh chiến. Tại Kavkaz ông giáng đòn và đánh bại một đội quân Ả Rập đồng minh của người Ba Tư và sau đó giành được một chiến thắng trước người Ba Tư dưới sự chỉ huy của Shahrbaraz. Sau một thời gian tạm lắng tới năm 623, trong khi Heraclius đàm phán thỏa thuận ngừng chiến với người Avar, ông lại tiếp tục chiến dịch của mình ở phía Đông vào năm 624 và đánh bại một đội quân dẫn đầu bởi Khosrau tại Ganzak ở vùng Atropatene. Năm 625 ông đánh bại các tướng Ba Tư là Shahrbaraz, Shahin và Shahraplakan ở Armenia và trong một cuộc tấn công bất ngờ cũng mùa đông đó ông đã đột kích vào sở chỉ huy của Shahrbaraz và tấn công vào quân đội của ông này tại nơi trú đông của họ. Được hỗ trợ bởi một đội quân Ba Tư dưới sự chỉ huy của Shahrbaraz, người Avar và Slav tiến hành bao vây Constantinople nhưng không thành công trong năm 626, trong khi lần thứ hai quân đội Ba Tư dưới sự chỉ huy của tướng Shahin lại phải chịu một thất bại tan nát trước quân đội của Theodore – anh trai của Heraclius.

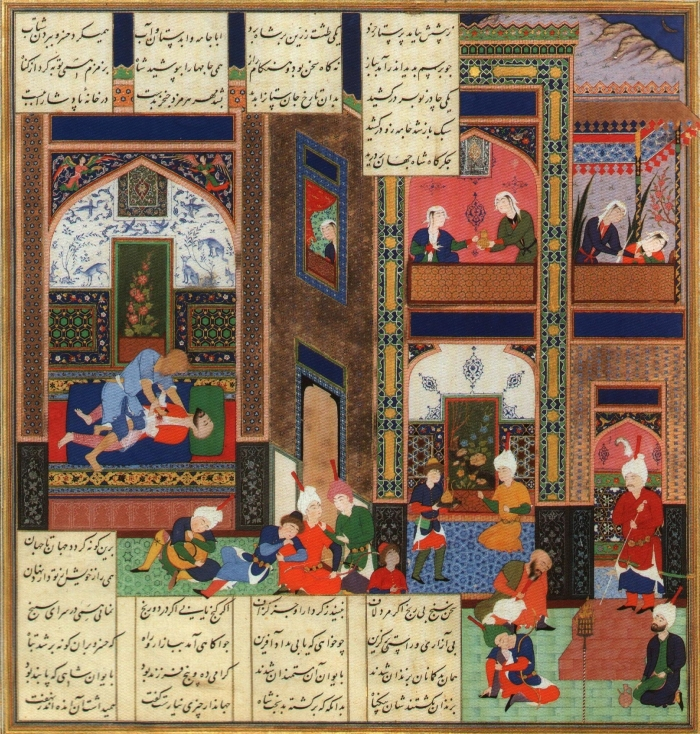
Vụ ám sát Khosrau II, trong một bản vẽ của Shahnameh của Shah Tahmasp của Abd al-Samad kh. 1535. Các bài thơ Ba Tư đều từ Shahnameh của Ferdowsi

Trong khi đó, Heraclius thành lập một liên minh với người Turk, những người đã lợi dụng sự suy giảm sức mạnh của người Ba Tư để tàn phá lãnh thổ của họ ở vùng Kavkaz. Cuối năm 627, Heraclius đã phát động một cuộc tấn công trong mùa đông vào Lưỡng Hà, tại đây bất chấp việc quân Thổ Nhĩ Kỳ đi theo ông đào ngũ cả loạt, ông đánh bại người Ba Tư tại Trận Nineveh. Tiếp tục tiến về phía nam dọc theo sông Tigris, ông đánh chiếm một cung điện lớn của vua Khosrau tại Dastagird và ông chỉ bị cản trở không tấn công được thành phố Ctesiphon bởi các cầu trên con kênh Nahrawan bị phá hủy. Mất uy tín bởi hàng loạt những thất bại của mình, Khosrau bị lật đổ và giết chết trong một cuộc đảo chính do chính con trai của ông – Kavadh II tiến hành, người cùng một lúc chấp nhận các điều kiện hòa bình và đồng ý rút ra khỏi tất cả các vùng lãnh thổ chiếm đóng. Heraclius đã phục hồi cây thánh gia linh thiêng ở Jerusalem trong một buổi lễ hoành tráng vào năm 629. Đến đây thì cuộc chiến tranh La Mã–Ba Tư kéo dài hơn 700 năm về cơ bản đã kết thúc.

## Hậu quả
Các tác động từ những tàn phá của cuộc chiến tranh cuối cùng này, cộng thêm những hiệu ứng từ cả thế kỷ chiến tranh không nghỉ đã khiến cả hai đế quốc tê liệt. Sau khi Kavadh II qua đời sau khi lên ngôi chỉ được vài tháng, Ba Tư đã rơi vào cảnh huynh đệ tương tàn, nội chiến liên tục. Nhà Sassanid lại tiếp tục suy yếu do khủng hoảng kinh tế, việc thuế nặng để có thể cung ứng cho các chiến dịch của Khosrau II, xung đột tôn giáo và sự trỗi dậy của các chủ đất địa phương. Đế quốc La Mã cũng bị ảnh hưởng nặng nề khi quốc khố gần như cạn kiệt bởi chiến tranh và vùng Balkan nay gần như đã nằm trong tay người Slav. Ngoài ra, vùng Anatolia đã bị tàn phá nặng nề bởi những cuộc xâm lược lặp đi lặp lại của Ba Tư; Đế quốc cai quản các vùng lãnh thổ mới tái chiếm lại được như vùng Caucasus, Syria, Lưỡng Hà, Palestine và Ai Cập vốn đã bị người Ba Tư chiếm đóng nhiều năm.
Cả hai đế quốc không còn có cơ hội để phục hưng. Chỉ một vài năm sau, họ đã phải hứng chịu cuộc tấn công của người Ả Rập (mới được thống nhất bởi đạo Hồi), những người mà theo Howard-Johnston "có thể được ví như một cơn sóng thần người". Theo George Liska, là "cuộc xung đột kéo dài không cần thiết giữa Đông La Mã-Ba Tư đã vô tình mở đường cho Hồi giáo". Đế quốc Sassanid nhanh chóng bị khuất phục trước những cuộc tấn công và đã hoàn toàn bị phá hủy. Trong những cuộc chiến tranh Đông La Mã-Arab, Đế quốc La Mã vốn đã suy kiệt lại để mất các tỉnh vừa mới chiếm lại được ở phía đông và phía nam như Syria, Armenia, Ai Cập và sau đó, Bắc Phi cũng đã bị mất, khiến cương thổ của Đế quốc sút giảm chỉ còn bao gồm vùng Anatolia, mấy hòn đảo nằm rải rác trên Địa Trung Hải và một vài chỗ lẻ tẻ ở khu vực Balkan và Ý. Những vùng đất còn lại đã nghèo lại còn nghèo thêm trước những cuộc tấn công thường xuyên, đánh dấu cho sự chuyển đổi từ nền văn minh đô thị cổ điển đến một xã hội nông thôn trung cổ. Tuy nhiên, không giống như Ba Tư, Đế quốc La Mã cuối cùng vẫn tồn tại sau những cuộc tấn công của người Ả Rập, giữ được vùng lãnh thổ còn lại của nó và dứt khoát đẩy lui hai cuộc bao vây của người Arab tại kinh đô Constantinopolis những năm 674-678 và 717-718. Trong những cuộc chiến sau đó, đế quốc La Mã đã đánh mất vào tay người Ả Rập những lãnh thổ ở Crete và miền nam Italia, những vùng đất mà rồi về sau họ cũng đã có thể lấy lại được.

## Chiến thuật và chiến lược quân sự
Khi mà La Mã và Đế quốc Parthia chạm trán nhau lần đầu tiên ở thế kỷ thứ 1 TCN, nó cho thấy Parthia có đủ khả năng để dời biên giới của họ đến biển Aegea và Địa Trung Hải. Tuy nhiên, những người La Mã đã đẩy lùi cuộc xâm lược Syria và Anatolia của Pacorus và Labienus và dần dần có thể tận dụng những điểm yếu trong hệ thống quân đội Parthia, mà theo George Rawlinson, thì quân đội Parthia thích hợp cho phòng thủ hơn chứ công thì khó. Người La Mã, mặt khác, đã liên tục thay đổi và phát triển những "sách lược" của họ kể từ thời Traianus trở đi, và đã đến thời điểm Pacorus thể để có những cuộc tấn công chống lại người Parthia. Giống như nhà Sassanid vào cuối thế kỷ thứ 3 và thứ 4, người Parthia thường tránh phòng thủ lầu dài trước người La Mã ở Lưỡng Hà. Tuy nhiên, khu vực cao nguyên Iran chưa một lần bị thất thủ, bởi vì các quân đội viễn chinh La Mã thường đã mỏi mệt khi họ đến được Hạ Lưỡng Hà, và hệ thống thông tin đã giúp họ thực hiện các cuộc nổi dậy và phản công.
Từ thế kỷ thứ 4 trở đi, càn khôn dịch chuyển, nhà Sassanid Ba Tư trỗi dậy mạnh mẽ và giờ đây họ đã đảm nhận vị trí của kẻ chiếm thế thượng phong. Họ coi nhiều mảnh đất đã bị sáp nhập vào Đế chế La Mã trong thời kỳ Parthia và sơ kỳ Sassanid là hoàn toàn nằm trong phạm vi kiểm soát của Ba Tư. Everett Wheeler nêu ý kiến rằng: "Nhà Sassanid, có một tổ chức hành chính tập trung ở trung ương hơn so với người Parthia, họ có hệ thống bảo vệ lãnh thổ chính thức, mặc dù họ không có một quân đội thường trực cho đến tận đời Khosrau I". Nói chung, người La Mã coi người Sassanid như là một mối đe dọa nghiêm trọng hơn nhiều so với người Parthia, trong khi người Sassanid coi Đế chế La Mã như một đối thủ xuất sắc.
Về mặt quân sự, nhà Sassanid tiếp tục nối tiếp truyền thống của Parthia khi phụ thuộc vào sự kết hợp giữa xạ thủ bắng cung và thiết kỵ Cataphract, một đội quân kỵ binh hạng nặng bao gồm con em các nhà quý tộc. Ngoài ra, họ cọn sở hữu một đội ngũ voi chiến thu được từ thung lũng Indus, nhưng chất lượng bộ binh của họ thì còn kém xa so với những người La Mã. Quân thiết kỵ Ba Tư đã gieo rắc nhiều thất bại cho bộ binh La Mã, bao gồm cả những đội quận được chỉ huy bởi Crassus năm 53 TCN, bởi Marcus Antonius năm 36 TCN và bởi Valerianus trong 260 TCN. Sự cần thiết để đối phó với mối đe dọa này đã dẫn đến sự ra đời của đơn vị cataphractarii trong quân đội La Mã; kết quả là, kỵ binh được trang bị giáp nặng đã trở thành thành phần quan trọng cả quân đội La Mã lẫn quân đội Ba Tư kể từ thế kỷ thứ 3 và cho đến khi cuộc chiến tranh kết thúc. Người La Mã đã đạt được và duy trì được sự tinh tế cao trong khâu công và phá thành và đã phát triển một loạt loại máy móc công thành. Mặt khác, người Parthia là khá yếu trong khâu công thành; lực lượng kỵ binh của họ phụ hợp hơn với chiến thuật vừa đánh vừa chạy, chiến thuật đã giúp họ đã bại đại quận vây thành của Antonius năm 36 TCN. Mọi chuyện thay đổi cùng với sự trỗi dậy của nhà Sassanid, khi mà đế quốc La Mã gặp phải một đối thủ không kém lành nghề trong nghệ thuật đánh thành, những người đã học cách sử dụng các sử dụng các loại vũ khí công thành như máy lăng đá, máy công thành cũng như tháp vây thành mà họ chiếm được từ người La Mã.
Đến cuối thế kỷ thứ 1, La Mã đã tổ chức việc bảo vệ biên giới phía đông của mình bằng một hệ thống thành trì được gọi là limes, một hệ thống sau khi cải tiến bởi Diocletianus đã tồn tại đến tận cuộc chinh phạt của người Hồi giáo thế kỷ thứ 7. Giống như những người La Mã, nhà Sassanid cho xây dựng các thành trì phòng thủ ở phía đối diện với lãnh thổ của đối phương. Theo R. N. Frye, dưới triều Hoàng đế Shapur II, hệ thống thành trì phòng thủ của Ba Tư đã được mở rộng và rất có thể là họ đã bắt chước cách thức xây dựng limes của Diocletianus ở biên giới Syria và Lưỡng Hà của Đế quốc La Mã. Các đơn vị biên giới của La Mã được biết đến với tên gọi limitanei và họ phải thường xuyên đối mặt với người Lakhmid, một bộ tộc thường xuyên hỗ trợ người Ba Tư trong những cuộc xung đột với người La Mã. Shapur đã gây dựng nên một đội quân thường trực nhằm chống lại những bộ tộc Ả Rập khác ở sa mạc, đặc biệt là với những đồng minh với La Mã. Shapur cũng đã cho xây dựng một hệ thống thành trì dựa trên mô hình của hệ thống limes của người La Mã mà người Sassanid rất hâm mộ.
Vào thời điểm nhà Sassanid khai quốc, một số nước đệm tồn tại giữa hai đế quốc. Các nước này đều bị sáp nhập vào đại quốc theo thời gian và vào thế kỷ thứ 7, nước đệm cuối cùng là vương quốc của người Lakhmid Ả Rập của Al-Hirah cũng đã được sáp nhập vào đế chế Sassanid. Frye nhấn mạnh rằng, vào thế kỷ thứ 3, các quốc gia này đóng một vai trò quan trọng trong quan hệ ngoại giao giữa La Mã và Sassanid, nhưng cả hai đế quốc đã dần dần thay thế chúng bằng một hệ thống phòng thủ có tổ chức được điều hành trực tiếp từ chính quyền trung ương và dựa trên hệ thống limes cũng như các thành trì biên giới kiên cố như Dara. Những nghiên cứu và đánh giá so sánh Sassanid và Parthia gần đây đã khẳng định tính ưu việt của nhà Sassanid trong khâu xây dựng vũ khí công thành, kỹ thuật và tổ chức quân đội, cũng như khả năng trong việc xây dựng các công trình phòng thủ kiên cố.
Đã có những bằng chứng khảo cổ học về một dạng sơ kỳ của vũ khí hoá học được phát hiện trong một địa đạo được sử dụng trong trận Dura-Europos năm 256.
Người Ba Tư dường như không muốn sử dụng đến hải quân. Chỉ có một vài trận đánh nhỏ lẻ tẻ có sự tham gia của hải quân Sassanid trong những năm 620-23 và trận đánh lớn nhất có sự tham gia của hải quân Đông La Mã là cuộc bao vây thành Constantinopolis năm 626 của liên quân người Avar-Slav.

## Đánh giá
Những cuộc chiến tranh giữa La Mã và Ba Tư đã được mô tả như là một sự "vô ích" và rằng nó quá "thất vọng và tẻ nhạt để thưởng ngoạn". Như một lời tiên tri, Cassius Dio nhắc về một "chu kỳ không bao giờ kết thúc của những cuộc đối đầu vũ trang" và nhận xét rằng "nó cho chúng ta tự thấy rằng những chinh phạt [của Severus] là nguyên nhân chính của cuộc chiến kéo dài liên tục và khiển chúng tôi phải trả một cái giá rất đắt đỏ. Những khoản thu về thì ít mà lại tiêu tốn khoản tiền lớn và bây giờ mà chúng tôi đã tìm đến các dân tộc vốn ở gần người Mê-đi và người Parthia hơn là gần chúng tôi, chúng tôi luôn phải tham gia những trận chiến của những dân tộc này". Trong chuỗi dài chiến tranh giữa hai siêu cường, biên giới ở vùng Thượng Lưỡng Hà thay đổi liên tục. Các sử gia đã chỉ ra rằng sự ổn định ở vùng biên giới trong nhiều thế kỷ là một điều đáng chú ý, mặc dù Nisibis, Singara, Dara và nhiều thành phố khác ở Lưỡng Hà đổi chủ liên tục theo và việc chiếm hữu của các thành phố ở biên giới giúp đế quốc đó có thể chiếm được ưu thế trong thương mại trước đối thủ của mình. R. N. Frye nói:
Có ấn tượng rằng máu đổ trong cuộc chiến giữa hai nước mang đến một ít lợi lộc thực sự cho bên này hay bên kia như một vài mét đất chiếm được bằng cái giá đắt khủng khiếp của "cuộc chiến tranh hào" trong Thế chiến thứ nhất.

Cả hai bên đều cố gắng để biện minh cho các mục tiêu quân sự của mình bằng cả hai cách chủ động và phản ứng. Ước vọng thống trị thế giới của người La Mã đã đi kèm với một ý thức trách nhiệm và tự hào về nền văn minh phương Tây và tham vọng trở thành một người canh giữ hòa bình và trật tự. Các tài liệu La Mã tiết lộ những định kiến lâu đời liên quan đến phong tục tập quán, kiến trúc tôn giáo, ngôn ngữ và thể chế chính trị của các cường quốc Đông. John F. Haldon nhấn mạnh rằng "mặc dù những cuộc xung đột giữa Ba Tư và Đông La Mã thường xoay quanh vấn đề ai kiểm soát các vùng chiến lược xung quanh biên giới phía đông, nhưng luôn luôn có là một yếu tố tôn giáo tồn tại phía sau". Kể từ thời điểm hoàng đế Constantinus lên ngôi, các vị hoàng đế La Mã đời sau đều tự xưng là người bảo vệ cho các Kitô hữu ở Ba Tư. Động thái này tạo ra sự nghi ngờ dữ dội về lòng trung thành của các Kitô hữu đang sống ở Ba Tư và thường dẫn đến những căng thẳng giữa La Mã-Ba Tư hay thậm chí là những đối đầu quân sự. Một đặc điểm của giai đoạn cuối cùng của cuộc chiến, khi mà nó bắt đầu năm 611-612, một cuộc đột kích đã sớm biến thành một cuộc chiến tranh xâm lược, sự ưu việt của cây Thánh Giá là biểu tượng cho sự chiến thắng đế quốc và các yếu tố tôn giáo mạnh mẽ đã góp công lớn trong công tác tuyên truyền của đế quốc La Mã; bản thân Heraclius gọi Khosrau là kẻ thù của Thiên Chúa và các tác giả thế kỷ thứ 6 và thứ 7 đều rất căm hận Ba Tư.

## Sử liệu
Các sử liệu về lịch sử Parthia và những cuộc chiến tranh với La Mã là vừa đủ và phân tán. Parthia nối theo truyền thống Achaemenes năm xưa, ủng hộ cách kể chuyện truyền miềng, điều này đã khiến việc có nhiều gian lận khi nói về những thất bại của họ là điều không thể tránh khỏi. Các sử liệu chính của giai đoạn này đều phần nhiều là các tài liệu La Mã (Tacitus, Marius Maximus và Justin) hoặc của các sử gia Hy Lạp (Herodian, Cassius Dio và Plutarch). Cuốn sách thứ 13 của Oracula Sibyllina kể lại những ảnh hưởng của những cuộc giao tranh giữa La Mã-Ba Tư tại Syria trong triều đại của Gordianus III cho đến khi tỉnh Syria được thống trị bởi Odaenathus của Palmyra. Cùng với sự kết thúc của bản ghi chép của Herodianus, tất cả các tài liệu đương thời về lịch sử La Mã đã bị mất, cho đến các ký thuật của Lactantius và Eusebius vào đầu thế kỷ thứ 4, nhưng cả hai đều kể dựa trên góc nhìn của Kitô giáo.
Các tài liệu chính về sơ kỳ Sassanid đều xuất hiện muộn. Các tác phẩm quan trọng nhất là những tác phẩm của các sử gia Hy Lạp Agathias và Malalas, của sử gia Ba Tư Tabari và Ferdowsi, của sử gia Armenia Agathangelos, và cuốn biên niên sử Edessa và Arbela bằng tiếng Syriac, hầu hết trong số đó đều phụ thuộc vào tài liệu nhiều tài liệu thời hậu kỳ Sassanid, đặc biệt là cuốn Khwaday-Namag. Cuốn Historia Augusta không những không xuất hiện cùng thời lẫn không đáng tin cậy, nhưng nó là lại là tài liệu chính viết về Severus và Carus. Một trong những nguồn chính là tấm bia của Shapur được khắc bằng ba ngôn ngữ (tiếng Hy Lạp, Parthia, và Ba Tư trung đại). Tấm bia bị cô lập và không bị tài liệu chép tay nào tiếp cận, và vào cuối thế kỷ thứ 4, nghệ thuật bia cũng như khắc chữ đã bị người Sassanid bỏ quên.
Đối với giai đoạn giữa những năm 353 và 378, một trong những tài liệu quý giá đó là cuốn Res Gestae của Ammianus Marcellinus, ông đã ghi chép những sự kiện chính trên biên giới phía đông mà ông đã mắt thấy tai nghe. Đối với các sự kiện nằm trong khoảng thời gian giữa thế kỷ 4 và 6, các tác phẩm của Sozomenus, Zosimus, Priscus và Zonaras đặc biệt có giá trị. Tài liệu quan trọng nhất đối với cuộc chiến tranh Ba Tư của Justinian những năm 553 là của Procopius. Những hậu nhân của ông như Agathias và Menander Protector cũng cung cấp nhiều chi tiết hữu ích và quan trọng khác. Theophylact Simocatta là tài liệu chính viết về triều đại của Mauricius, trong khi Theophanes, Chronicon Paschale và những bài thơ của George của Pisidia là tài liệu hữu ích về cuộc chiến tranh La Mã-Ba Tư cuối cùng. Ngoài các tài liệu của Đông La Mã, hai nhà sử gia người Armenia Sebeos và Movses đã góp phần vào việc thuật lại cuộc chiến của Heraclius và được sử gia Howard-Johnston coi là "tài liệu phi Hồi giáo quan trọng nhất còn tồn tại".

## Trích dẫn
1. ↑  Howard-Johnston (2006), 1
2. ↑  Kia 2016, tr. liii.
3. ↑  De Blois & van der Spek 2008, tr. 137.
4. 1 2  Ball (2000), 12–13; Dignas–Winter (2007), 9 (PDF)
5. ↑  Plutarch, Sulla, 5. 3–6
* Mackay (2004), 149; Sherwin-White (1994), 262
6. ↑  Bivar (1993), 46
* Sherwin-White (1994), 262–263
7. ↑  Sherwin-White (1994), 264
8. ↑  Plutarch, Crassus, 23–32
* Mackay (2004), 150
9. ↑  Bivar (1993), 56
10. ↑  Justin, Historiarum Philippicarum, XLII.4 Lưu trữ ngày 11 tháng 5 năm 2008 tại Wayback Machine
* Bivar (1993), 56–57
11. ↑  Bivar (1993), 57
12. ↑  Justin, Historiarum Philippicarum, XLII.4 Lưu trữ ngày 11 tháng 5 năm 2008 tại Wayback Machine; Plutarch, Antony, 33–34
* Bivar (1993), 57–58
13. ↑  Cassius Dio, Roman History, XLIX, 27–33
* Bivar (1993), 58–65
14. ↑  Sicker (2000), 162
15. ↑  Sicker (2000), 162–163
16. ↑  Tacitus, Annals, XII.50–51
* Sicker (2000), 163
17. ↑  Tacitus, Annals, XV.27–29
* Rawlinson (2007), 286–287
18. ↑  Sicker (2000), 167
19. ↑  Cassius Dio, Roman History, LXVIII, 33
* Sicker (2000), 167–168
20. ↑  Lightfoot (1990), 115: "Trajan succeeded in acquiring territory in these lands with a view to annexation, something which had not seriously been attempted before ... Although Hadrian abandoned all of Trajan's conquests ... the trend was not to be reversed. Further wars of annexation followed under Lucius Verus and Septimius Severus."; Sicker (2000), 167–168
21. ↑  Sicker (2000), 169
22. ↑  Herodian, Roman History, III, 9.1–12
Campbell (2005), 6–7; Rawlinson (2007), 337–338
23. ↑  Herodian, Roman History, IV, 10.1–15.9 Lưu trữ ngày 4 tháng 5 năm 2015 tại Wayback Machine
Campbell (2005), 20
24. ↑  Herodian, Roman History, VI, 2.1–6 Lưu trữ ngày 5 tháng 11 năm 2014 tại Wayback Machine; Cassius Dio, Roman History, LXXX, 4.1–2
* Dodgeon–Greatrex–Lieu (2002), I, 16
25. ↑  Herodian, Roman History, VI, 5.1–6
* Dodgeon–Greatrex–Lieu (2002), I, 24–28; Frye (1993), 124
26. 1 2  Frye (1993), 124–125; Southern (2001), 234–235
27. ↑  Aurelius Victor, Liber de Caesaribus, 27.7–8; Sibylline Oracles, XIII, 13–20
* Frye (1993), 125; Southern (2001), 235
28. ↑  Frye (1993), 125; Southern (2001), 235–236
29. ↑  Lactantius, De Mortibus Persecutorum, 5; Sibylline Oracles, XIII, 155–171
* Frye (1993), 126; Southern (2001), 238
30. ↑  Aurelius Victor, Liber de Caesaribus, 38.2–4; Eutropius, Abridgment of Roman History, IX, 18.1
* Frye (1993), 128; Southern (2001), 241
31. 1 2  Frye (1993), 130; Southern (2001), 242
32. ↑  Aurelius Victor, Liber de Caesaribus, 38.2–4; Eutropius, Abridgment of Roman History, IX, 18.1
* Frye (1993), 128; Southern (2001), 241
33. ↑  Frye (1993), 137
34. ↑  Frye (1993), 138
35. ↑  Bury (1923), XIV.1; Frye (1993), 145; Greatrex-Lieu (2002), II, 37–51
36. ↑  Procopius, Wars, I.7.1–2
* Greatrex–Lieu (2002), II, 62
37. ↑  Joshua the Stylite, Chronicle, XLIII
* Greatrex–Lieu (2002), II, 62
38. ↑  Zacharias Rhetor, Historia Ecclesiastica, VII, 3–4
* Greatrex–Lieu (2002), II, 63
39. ↑  Greatrex–Lieu (2002), I I, 69–71
40. ↑  Procopius, Wars, I.9.24
* Greatrex–Lieu (2002), II, 77
41. ↑  Joshua the Stylite, Chronicle, XC
* Greatrex–Lieu (2002), II, 74
42. ↑  Joshua the Stylite, Chronicle, XCIII–XCIV
* Greatrex–Lieu (2002), II, 77
43. ↑  Procopius, Wars, I.11.23–30
* Greatrex (2005), 487; Greatrex–Lieu (2002), II, 81–82
44. ↑  Greatrex–Lieu (2002), II, 82
45. ↑  Greatrex–Lieu (2002), II, 84
46. ↑  Zacharias Rhetor, Historia Ecclesiastica, IX, 2
* Greatrex–Lieu (2002), II, 83, 86
47. ↑  Greatrex–Lieu (2002), II, 85
48. ↑  Greatrex–Lieu (2002), II, 92–96
49. ↑  Greatrex–Lieu (2002), II, 93
50. ↑  Evans (2000), 118; Greatrex–Lieu (2002), II, 96–97
51. ↑  Greatrex–Lieu (2002), II, 102; see H. Börm, "Der Perserkönig im Imperium Romanum", Chiron 36 (2006), 299ff.
52. ↑  Procopius, Wars, II.20.17–19
* Greatrex–Lieu (2002), II, 109–110
53. ↑  Procopius, Wars, II.21.30–32
* Greatrex–Lieu (2002), II, 110
54. ↑  Corripus, Johannidos, I.68–98
* Greatrex–Lieu (2002), II, 111
55. ↑  Greatrex-Lieu (2002), II, 113
56. ↑  Procopius, Wars, 28.7–11
* Greatrex (2005), 489; Greatrex–Lieu (2002), II, 113
57. ↑  Procopius, Wars, 28.7–11
* Evans, Justinian (527–565 AD); Greatrex–Lieu (2002), II, 113
58. ↑  Treadgold (1997), 204–207
59. ↑  Treadgold (1997), 209
60. ↑  Farrokh (2007), 236
61. ↑  Greatrex (2005), 489; Treadgold (1997), 211
62. ↑  Menander Protector, History, frag. 6.1. According to Greatrex (2005), 489, to many Romans this arrangement "appeared dangerous and indicative of weakness".
63. ↑  Evans, Justinianus (527–565 )
64. ↑  John of Epiphania, History, 2 AncientSites.com gives an additional reason for the outbreak of the war: "[The Medians'] contentiousness increased even further ... when Justin did not deem to pay the Medians the five hundred pounds of gold each year previously agreed to under the peace treaties and let the Roman State remain forever a tributary of the Persians." See also, Greatrex (2005), 503–504
65. ↑  Treadgold (1997), 222
66. ↑  The great bastion of the Roman frontier was in Persian hands for the first time (Whitby [2000], 92–94).
67. ↑  Greatrex–Lieu (2002), II, 152; Louth (2005), 113
68. ↑  Theophanes, Chronicle, 246.11–27
* Whitby (2000), 92–94
69. 1 2  Theophylact, History, I, 9.4 Lưu trữ ngày 12 tháng 6 năm 2010 tại Wayback Machine (PDF)
 Treadgold (1997), 224; Whitby (2000), 95
70. ↑  Treadgold (1997), 224; Whitby (2000), 95–96
71. ↑  Soward, Theophylact Simocatta and the Persians Lưu trữ ngày 12 tháng 6 năm 2010 tại Wayback Machine (PDF); Treadgold (1997), 225; Whitby (2000), 96
72. ↑  Suny 1994, tr. 25.
73. ↑  Mikaberidze 2015, tr. 529.
74. ↑  Soward, Theophylact Simocatta and the Persians Lưu trữ ngày 12 tháng 6 năm 2010 tại Wayback Machine (PDF); Treadgold (1997), 226; Whitby (2000), 96
75. ↑  Greatrex–Lieu (2002), II, 168-169
76. ↑  Theophylact, V, History, I, 3.11 Lưu trữ ngày 12 tháng 6 năm 2010 tại Wayback Machine (PDF) and 15.1 Lưu trữ ngày 12 tháng 6 năm 2010 tại Wayback Machine (PDF)
* Louth (2005), 115; Treadgold (1997), 231–232
77. ↑  Foss (1975), 722
78. ↑  Theophanes, Chronicle, 290–293
* Greatrex–Lieu (2002), II, 183–184
79. ↑  Theophanes, Chronicle, 292–293
* Greatrex–Lieu (2002), II, 185–186
80. ↑  Greatrex–Lieu (2002), II, 186–187
81. ↑  Haldon (1997), 41; Speck (1984), 178.
82. ↑  Greatrex–Lieu (2002), II, 188–189
83. ↑  Greatrex–Lieu (2002), II, 189–190
84. ↑  Greatrex–Lieu (2002), II, 190–193, 196
85. ↑  The mint of Nicomedia ceased operating in 613, and Rhodes fell to the invaders in 622–623 (Greatrex-Lieu (2002), II, 193–197).
86. ↑  Kia 2016, tr. 223.
87. ↑  Howard-Johnston 2006, tr. 33.
88. ↑  Foss 1975, tr. 725
89. ↑  Howard-Johnston (2006), 85
90. ↑  Greatrex–Lieu (2002), II, 196
91. ↑  Theophanes, Chronicle, 303–304, 307
* Cameron (1979), 23; Grabar (1984), 37
92. ↑  Theophanes, Chronicle, 304.25–306.7
* Greatrex–Lieu (2002), II, 199
93. ↑  Theophanes, Chronicle, 306–308
* Greatrex–Lieu (2002), II, 199–202
94. ↑  Theophanes, Chronicle, 308–312
* Greatrex–Lieu (2002), II, 202–205
95. ↑  Theophanes, Chronicle, 316
* Cameron (1979), 5–6, 20–22
96. ↑  Theophanes, Chronicle, 315–316
* Farrokh–McBride (2005), 56
97. ↑  Greatrex–Lieu (2002), II, 209–212
98. ↑  Theophanes, Chronicle, 317–327
* Greatrex–Lieu (2002), II, 217–227
99. ↑  Haldon (1997), 46; Baynes (1912), passim; Speck (1984), 178
100. ↑  Howard-Johnston (2006), 9: "[Heraclius'] victories in the field over the following years and its political repercussions ... saved the main bastion of Christianity in the Near East and gravely weakened its old Zoroastrian rival."
101. ↑  Haldon (1997), 43–45, 66, 71, 114–15
102. ↑  Ambivalence toward Byzantine rule on the part of miaphysites may have lessened local resistance to the Arab expansion (Haldon [1997], 49–50).
103. ↑  Foss (1975), 746–47; Howard-Johnston (2006), xv
104. ↑  Liska (1998), 170
105. ↑  Haldon (1997), 49–50
106. ↑  Haldon (1997), 61–62; Howard-Johnston (2006), 9
107. ↑  Rawlinson (2007), 199: "The Parthian military system had not the elasticity of the Romans ... However loose and seemingly flexible, it was rigid in its uniformity; it never altered; it remained under the thirtieth Arsaces such as it had been under the first, improved in details perhaps, but essentially the same system." According to Michael Whitby (2000), 310, "the eastern armies preserved the Roman military reputation through to the end of the 6th century by capitalizing on available resources and showing a capacity to adapt to a variety of challenges".
108. 1 2  Wheeler (2007), 259
109. ↑  Frye (2005), 473
110. ↑  Greatrex (2005), 478; Frye (2005), 472
111. ↑  Cornuelle, An Overview of the Sassanian Persian Military Lưu trữ ngày 30 tháng 6 năm 2008 tại archive.today; Sidnell (2006), 273
112. ↑  According to Reno E. Gabba, the Roman army was reorganized over time after the impact of the Battle of Carrhae (Gabba [1966], 51–73).
113. ↑  Vegetius, III, Epitoma Rei Militaris, 26
* Verbruggen–Willard–Southern (1997), 4–5
114. ↑  Campbell–Hook (2005), 57–59; Gabba (1966), 51–73
115. ↑  Shahîd (1984), 24–25; Wagstaff (1985), 123–125
116. ↑  Frye (1993), 139; Levi (1994), 192
117. 1 2  Frye (1993), 139
118. ↑  Excavations In Iran Unravel Mystery Of "Red Snake", Science Daily; Levi (1994), 192
119. ↑  Rekavandi–Sauer–Wilkinson–Nokandeh, The Enigma of the Red Snake
120. ↑  "Death Underground: Gas Warfare at Dura-Europos," Current Archaeology, ngày 26 tháng 11 năm 2009 (online feature) http://www.archaeology.co.uk/cwa/world-news/death-underground-gas-warfare-at-dura-europos.htm (accessed ngày 3 tháng 10 năm 2014)
121. ↑  Samir S. Patel, "Early Chemical Warfare – Dura-Europos, Syria," Archaeology, Vol. 63, No. 1, January/February 2010, http://www.archaeology.org/1001/topten/syria.html (accessed ngày 3 tháng 10 năm 2014)
122. ↑  Stephanie Pappas, "Buried Soldiers May Be Victims of Ancient Chemical Weapon," LiveScience, ngày 8 tháng 3 năm 2011, http://www.livescience.com/13113-ancient-chemical-warfare-romans-persians.html (accessed ngày 3 tháng 10 năm 2014).
123. ↑  Brazier (2001), 42
124. ↑  Cassius Dio, Roman History, LXXV, 3.2–3
* Garnsey–Saller (1987), 8
125. ↑  Greatrex (2005), 477–478
126. ↑  Barnes (1985), 126
127. ↑  Sozomen, Ecclesiastical History, II, 15
* McDonough (2006), 73
128. ↑  Haldon (1999), 20; Isaak (1998), 441
129. ↑  Dignas–Winter (2007), 1–3 (PDF)
130. ↑  Dodgeon–Greatrex–Lieu (2002), I, 5; Potter (2004), 232–233
131. ↑  Frye (2005), 461–463; Shahbazi, Historiography Lưu trữ ngày 29 tháng 1 năm 2009 tại Wayback Machine
132. ↑  Shahbazi, Historiography Lưu trữ ngày 29 tháng 1 năm 2009 tại Wayback Machine
133. ↑  Dodgeon–Greatrex–Lieu (2002), I, 7
134. ↑  Boyd (1999), 160
135. ↑  Howard-Johnston (2006), 42–43